# Alcoy
Alcoy (cooficialmente en valenciano: Alcoi) es un municipio y una ciudad situada al sureste de España, en la provincia de Alicante, Comunidad Valenciana. Es capital de la comarca de la Hoya de Alcoy, dentro de la subcomarca de los Valles de Alcoy. Su población es de 60 372 habitantes (INE 2024). Es una de las ciudades más importantes y la duodécima por población de la Comunidad Valenciana.
Históricamente ha sido una ciudad con especial relevancia tras la Revolución Industrial en España, especialmente en el sector textil, aunque también en el metalúrgico y la industria papelera. Además, es conocida como la «ciudad de los puentes», ya que su peculiar orografía está marcada por barrancos que condicionan su urbanismo.

## Toponimia
La etimología de Alcoy es desconocida, pues a pesar del aparente origen árabe, son muchos los toponomistas que han discutido este origen debido las numerosas pruebas de la cultura ibera en la zona. Por ello, existen diversas teorías que intentan explicar su nombre.
La primera teoría afirma que Alcoy viene del árabe Al-quy nombre del distrito donde se ubicaba, y que acabó dando nombre al río Alcoy (más conocido como Serpis) y a la comarca La hoya de Alcoy.
Los defensores del vasco-iberismo afirman que Alcoy se compone de "alki" (asiento de madera, banco) sumado al término  "oial" (paño o tejido). Por lo tanto, Alcoy tendría el significado de “el banco o sitio de los paños”.
Finalmente, otros expertos afirman que Alcoy sería una arabización del latín ilicolli (pronunciado ilikoyi) registrada en algunos textos romanos, cuyo nombre continuaría el esquema de otras ciudades como "illici" (pronunciado como iliki) que fue una adaptación al latín del nombre Ibero original (correspondiente a la actual Elche)

## Geografía
Integrado en la comarca de Hoya de Alcoy, de la que ejerce de capital, se sitúa a 55 kilómetros de la capital provincial.
El núcleo urbano está situado en un valle rodeado por la sierra de Mariola, Biscoi, L'Ombria, La Serreta, el Carrascal de la Fuente Roja, la Carrasqueta y Els Plans. La ciudad está atravesada por los ríos Riquer, Benisaidó y Molinar, afluentes del Serpis, motivo por el que a veces se la nombra como la «ciudad de los tres ríos» o la «ciudad de los puentes» por los muchos que tiene para vencerlos.
El relieve del municipio es montañoso e irregular por los numerosos barrancos y ríos que desaguan en el río Serpis y dan lugar a la Hoya de Alcoy. Parte del municipio está incluido en el parque natural de la Sierra de Mariola y en el parque natural del Carrascal de la Fuente Roja. La altitud oscila entre los 1351 m al sur (pico Menejador en la sierra del Menejador) y los 450 m a orillas del río Serpis, al noreste. La ciudad se alza a 561 m sobre el nivel del mar.
| Noroeste: Bocairente (Valencia) | Norte: Bocairente (Valencia) y Cocentaina | Nordeste: Cocentaina                     |
| Oeste: Bañeres y Onil           |                                           | Este: Cocentaina, Penáguila y Benifallim |
| Suroeste: Ibi                   | Sur: Jijona                               | Sureste: Torremanzanas                   |

### Naturaleza

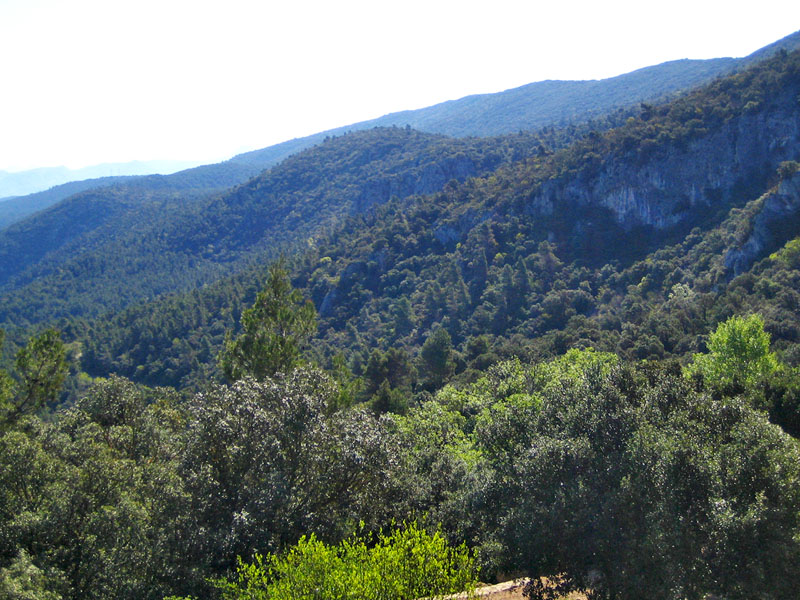
Fuente Roja

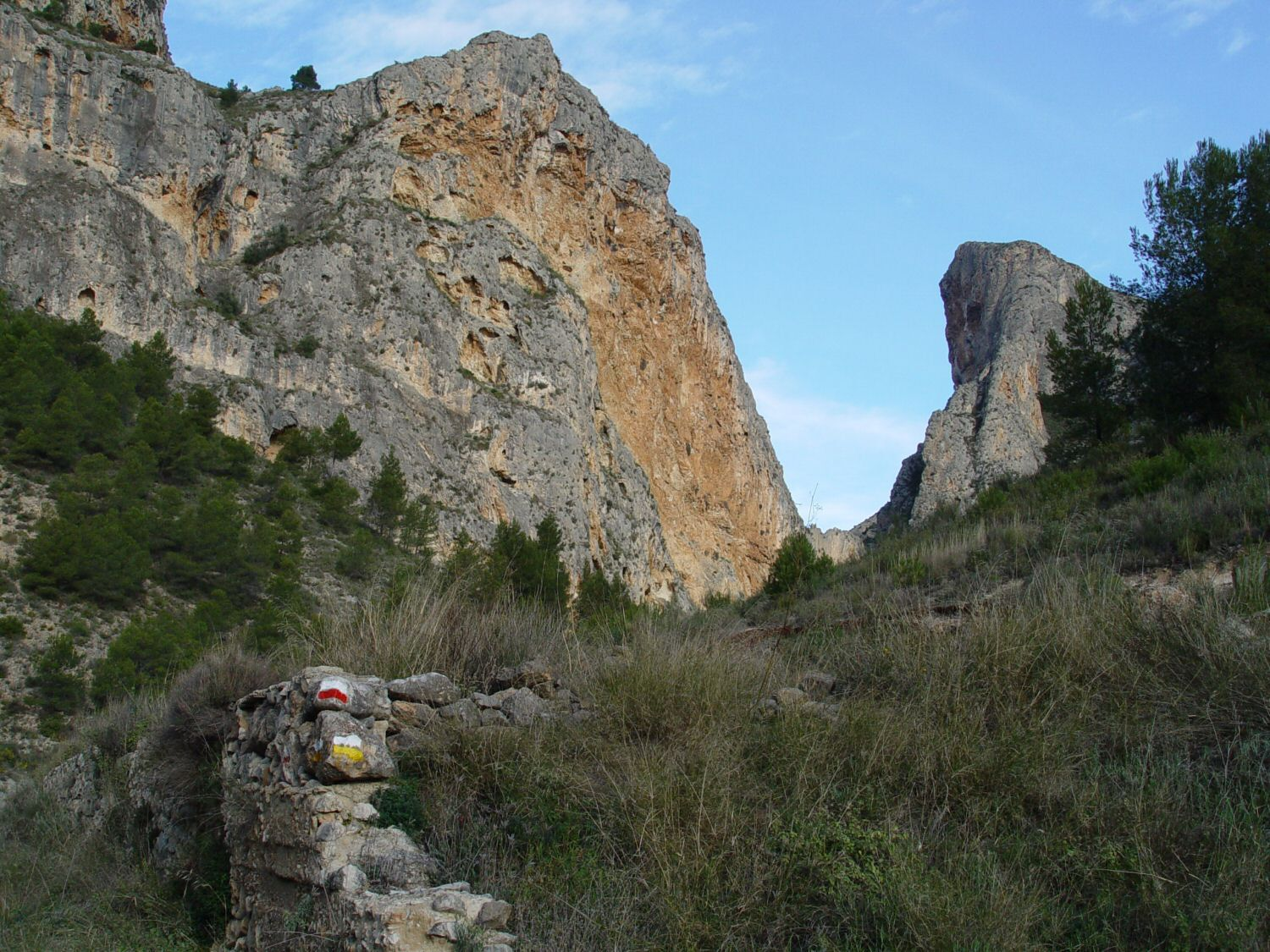
Barranc del Cint, perteneciente a la Sierra Mariola

El rico entorno natural de Alcoy se divide en dos parques naturales, con una superficie total de casi 20 000 hectáreas.
- Parque natural del Carrascal de la Fuente Roja. Paraje de 2450 hectáreas que fue declarado parque natural por el gobierno valenciano el 13 de abril de 1987.[7]
- Parque natural de la Sierra de Mariola. Paraje de 17 257 hectáreas que fue declarado parque natural por el gobierno valenciano el 8 de enero de 2002.[8]
- Vía verde de Alcoy. Transcurre por el antiguo trazado del ferrocarril Alcoy-La Canal (Alicante). En su fácil recorrido (12 km) y de gran belleza, se atraviesan 11 túneles y 3 viaductos. El recorrido podría ser mucho más extenso, pero la carretera de circunvalación a Cocentaina y otras actuaciones interrumpen el antiguo trazado original[9]
- Vía verde del Serpis. Vía verde por el antiguo trazado del ferrocarril Alcoy-Gandía construido en 1892, a su paso por Alcoy.
- Racó de Sant Bonaventura-Canalons. Paraje natural de 18,34 ha, se localiza en el tramo alto del río Polop, destaca por presentar un curso de agua durante todo el año con la flora y vegetación característica de este tipo de ecosistemas y por presentar un elevado valor paisajístico con grandes roquedos labrados sobre la caliza por la acción erosiva del río.
- Valle de Polop. Valle ubicado entre los parques naturales de la Sierra de Mariola y de la Fuente Roja.

### Clima
Alcoy presenta un clima mediterráneo (Csa según la clasificación climática de Köppen), con inviernos templados y veranos calurosos. En invierno se pueden presentar temperaturas bajo cero durante las olas de frío y precipitaciones en forma de nieve. En verano las temperaturas máximas pueden superar los 40 °C, y haber temperaturas medias mensuales superiores a los 25 °C. La pluviometría es de 494,6 mm. El verano es la estación seca, con precipitaciones muy escasas, y en otoño se puede sufrir la gota fría, pudiendo dejar más de 100 mm en 24 horas. La temperatura media anual es de 15,2 °C. El número de horas de sol al año es de aproximadamente 2600. La temperatura más baja registrada en la historia de Alcoy ocurrió durante la ola del frío de febrero del 1956, cuando ocurrió la ola de frío más severa que haya afectado a España. Se alcanzaron -9 °C en Alcoy durante la noche del 11 al 12 de febrero. Y la temperatura más cálida registrada en Alcoy corresponden a los 44,4 °C del 14 de agosto de 2021.
| Parámetros climáticos promedio de Alcoy, (1991-2021) datos termométricos y (1989-2019) datos pluviométricos. | Parámetros climáticos promedio de Alcoy, (1991-2021) datos termométricos y (1989-2019) datos pluviométricos. | Parámetros climáticos promedio de Alcoy, (1991-2021) datos termométricos y (1989-2019) datos pluviométricos. | Parámetros climáticos promedio de Alcoy, (1991-2021) datos termométricos y (1989-2019) datos pluviométricos. | Parámetros climáticos promedio de Alcoy, (1991-2021) datos termométricos y (1989-2019) datos pluviométricos. | Parámetros climáticos promedio de Alcoy, (1991-2021) datos termométricos y (1989-2019) datos pluviométricos. | Parámetros climáticos promedio de Alcoy, (1991-2021) datos termométricos y (1989-2019) datos pluviométricos. | Parámetros climáticos promedio de Alcoy, (1991-2021) datos termométricos y (1989-2019) datos pluviométricos. | Parámetros climáticos promedio de Alcoy, (1991-2021) datos termométricos y (1989-2019) datos pluviométricos. | Parámetros climáticos promedio de Alcoy, (1991-2021) datos termométricos y (1989-2019) datos pluviométricos. | Parámetros climáticos promedio de Alcoy, (1991-2021) datos termométricos y (1989-2019) datos pluviométricos. | Parámetros climáticos promedio de Alcoy, (1991-2021) datos termométricos y (1989-2019) datos pluviométricos. | Parámetros climáticos promedio de Alcoy, (1991-2021) datos termométricos y (1989-2019) datos pluviométricos. | Parámetros climáticos promedio de Alcoy, (1991-2021) datos termométricos y (1989-2019) datos pluviométricos. |
| Mes | Ene. | Feb. | Mar. | Abr. | May. | Jun. | Jul. | Ago. | Sep. | Oct. | Nov. | Dic. | Anual |
| --- | --- | --- | --- | --- | --- | --- | --- | --- | --- | --- | --- | --- | --- |
| Temp. máx. abs. (°C)                                                                                         | 25 | 26.5 | 30 | 30.5 | 33 | 38 | 41.5 | 43 | 36 | 32 | 30 | 26 | 43 |
| Temp. máx. media (°C)                                                                                        | 11.5 | 12.2 | 15.3 | 17.9 | 21.7 | 27.2 | 30.3 | 30.0 | 26.4 | 21.4 | 14.4 | 11.9 | 20.0 |
| Temp. media (°C)                                                                                             | 6.9 | 7.4 | 10.1 | 12.6 | 16.2 | 21.2 | 24.3 | 24.3 | 20.9 | 16.5 | 10.2 | 7.6 | 14.9 |
| Temp. mín. media (°C)                                                                                        | 2.3 | 2.5 | 4.9 | 7.3 | 10.7 | 15.2 | 18.3 | 18.5 | 15.3 | 11.6 | 5.9 | 3.3 | 9.7 |
| Temp. mín. abs. (°C)                                                                                         | -8 | -9 | -5 | 0 | 4 | 7 | 8 | 9 | 7 | 3 | -4 | -6.5 | -9 |
| Precipitación total (mm)                                                                                     | 43.8 | 40.9 | 45.3 | 52.7 | 37.6 | 18.4 | 8.8 | 13.4 | 48.6 | 62.7 | 47.1 | 42.0 | 461.3 |
| Fuente: Atlas Climático de la Comunidad Valenciana y Climate-Data.org.                                       | | | | | | | | | | | | | |

## Historia
El documento más antiguo que hace referencia al topónimo Alcoy es el Llibre del Repartiment de Valencia de 1248, que llama al Alchoy al actual río Serpis: «Inter rivum de Alchoy et rivum de Colzentaina».

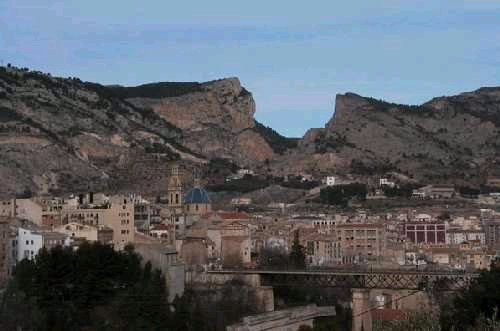
Vista general

El yacimiento de El Salt es uno de los mejores documentados, gracias a los trabajos arqueológicos de las últimas décadas. Los datos obtenidos a partir del estudio de los instrumentos tallados de sílex, de los restos de fauna (ciervos, cabras, caballos) y de otros restos que evidencian la presencia humana, sugieren que este fue un campamento temporal revisitado por estos grupos durante miles de años.
Al final de las glaciaciones cuaternarias, que en las regiones mediterráneas no tuvieron el rigor de otras latitudes más septentrionales, coincidente con el período Epipaleolítico, comienza la introducción de la agricultura primitiva. En el área mediterránea se reconocen dos grandes tecnocomplejos culturales, el microlaminar y el complejo geométrico presente en sus momentos finales en el abrigo de la Falguera.
En las proximidades de La Sarga existen unos abrigos con pinturas rupestres prehistóricas en los que se observan escenas de caza, recolección, además de motivos figurativos del llamado Arte Levantino (10 000-6500 años antes del presente) y esquemáticos, del conocido con el nombre de Arte Esquemático y su variante local Arte Macroesquemático que completan la secuencia pictórica postpaleolítica del mediterráneo peninsular (10 000-1500 a. C.). Otros restos de época Neolítica y de la Edad de los Metales, atestiguan la ocupación prehistórica del término municipal.
Hacia el 3000-2500 a. C. se desarrolla el período eneolítico. En este momento, las cuevas dejan de ser los lugares de ocupación principal para dar paso a la generalización del hábitat en las llanuras. Las cuevas presentan ocupaciones más breves y son utilizadas en muchos casos como corrales y otras como lugares de enterramiento colectivo durante el tercer milenio. Entre estos destacan las de Les Llometes y la cueva de la Pastora.
Respecto a la ocupación del territorio, se establecen poblados fortificados en las cimas de las montañas, como: la Mola Alta de Serelles, el Mas del Corral, el Mas de Menente, y El Puig, que desarrollaron economías cerealistas evidenciadas por la abundancia de dientes de sílex y molinos de mano.
En los inicios del primer milenio, durante el período de bronce final, llegaron a estas tierras diversas influencias foráneas, como los campos de urnas en primer lugar y las culturas mediterráneas después, que produjeron transformaciones en el sustrato indígena, como la incineración de cadáveres, la aparición del hierro, el torno cerámico y la diversificación de la población que daría lugar al desarrollo de la cultura ibérica. La cultura ibérica es el resultado del desarrollo social de las comunidades del bronce final, sobre las cuales actúan otras influencias de culturas mediterráneas: fenicias, y griegas que llegaron a estas comarcas desde los enclaves comerciales de la costa próxima. Como resultado de estos avances, se formaron los diferentes pueblos que constituyeron la cultura ibérica, desarrollada entre los siglos VI-I a. C.

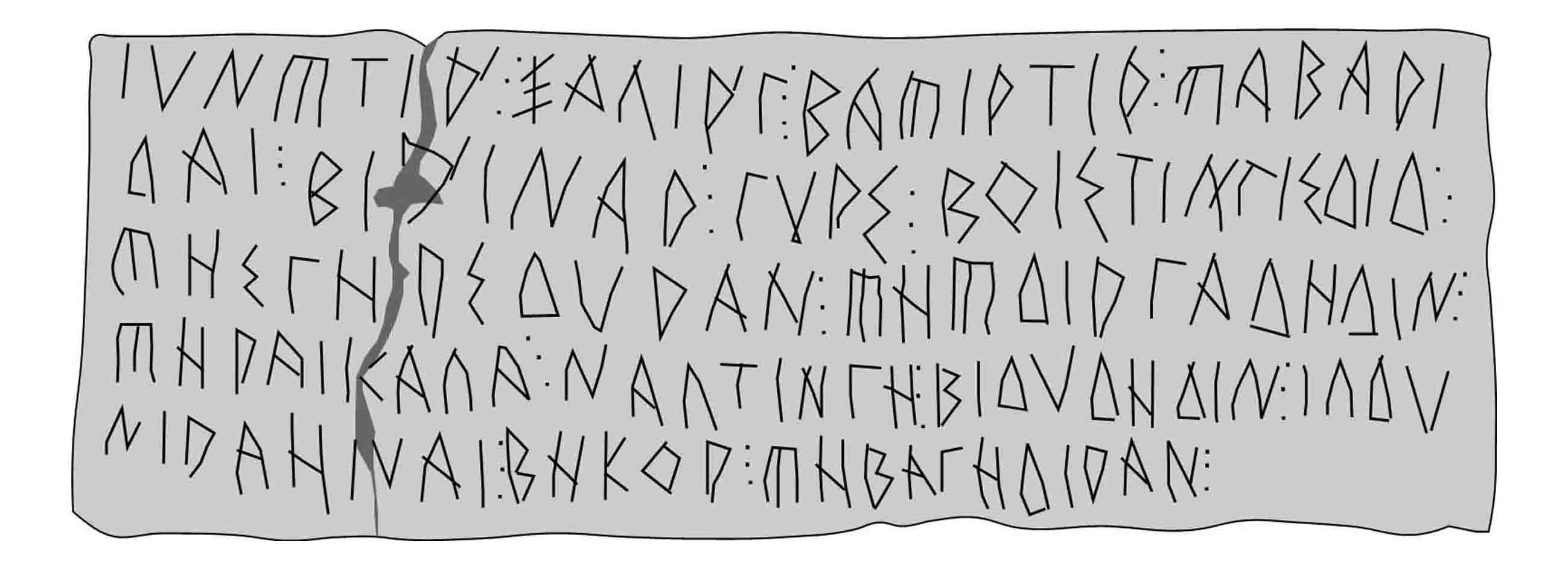
Cara B del plomo de la Serreta (Alcoy): Texto ibérico en alfabeto grecoibérico

En este ámbito regional, los poblados ibéricos constituyeron la antigua región de la Contestania, dentro de las actuales comarcas de la Hoya de Alcoy y el Condado de Cocentaina. Los valiosos testimonios de la arqueología ibérica que se conservan en el Museo arqueológico de Alcoy, prueban su importancia. Los íberos se establecieron principalmente en poblados fortificados de altura, dominando el paisaje a su alrededor que principalmente eran tierras de cultivo. Entre estos poblados hay que mencionar: El Puig y La Serreta.
Durante la época romana, estas comarcas fueron un espacio rural de la periferia de las principales ciudades, que se situaban en la costa, como: Dianium (Denia) o Lucentum (Alicante), o próximas a las vías de comunicación principales, como: Saetabis (Játiva). Este territorio se caracterizó por algunos asentamientos de carácter rutal, las denominadas villae, que se desarrollaron principalmente entre los siglos II y IV d. C. Entre estas villas destaca la localizada en l'Horta Major de la que se conoce su necrópolis. En este cementerio aparecieron inhumaciones en tegulae en las cuales, junto al cuerpo enterrado hay depositados cerámica y otros objetos de mayor valor como ornamentos personales o un delicado vaso de vidrio. Prueba de la percepción de estas comarcas como espacio rural y poco colonizado por los romanos, pueden ser las representaciones de genios del bosque como l'aplic de bronze de Silenus. La presencia de restos de la romanización, aunque escasos, fueron hallados en pequeños poblados denominados alquerías, cuyos topónimos persisten en la actualidad (Uixola, Benisaidó, Polop, Barxell, etc.), los cuales dependían —entre los siglos X y XIII— de la fortificación en el Castellar.
La villa es conquistada por Jaime I el conquistador rey de la Corona de Aragón, que le concede carta puebla en 1256. Se desarrolla desde entonces el núcleo urbano cristiano. Nace con la construcción de un castillo (Alcázar) situado en el enclave estratégico del nacimiento del río Serpis, en la confluencia de los riachuelos del Benisaidó y del Molinar, zona de la ciudad conocida actualmente como Algezares.
Fue fruto del afán de colonizar y asegurar la frontera meridional del Reino de Valencia, después de la Reconquista cristiana llevada a término por Jaime I el Conquistador.
Inicialmente, en 1238, Jaime I somete pacíficamente, mediante tratados, los territorios árabes de Valencia, su huerta y los de 'más allá del Júcar' (mès en llá del Xúquer), entre los que estaban las tierras de los valles de Alcoy y los valles de Alcalá, Zeta y Travadell.
Sin embargo, no todos los señores árabes estaban de acuerdo con este sometimiento y hacia 1248-1258 se inicia una primera revuelta de Al-Azraq, señor de la Vall d'Alcalà, contra la dominación de Jaime I. Hay indicios de una primera derrota de este caudillo frente a las huestes cristianas en la batalla de Penya Cadiella, probablemente en la zona de la sierra de Benicadell, en la actual divisoria de las provincias de Alicante y Valencia, a unos 20 km de Alcoy. Puede que la destrucción de El Castellar, castillo o fortaleza árabe cuyos deteriorados restos se encuentran en el límite oeste de la ciudad de Alcoy se produjese también en estas fechas.

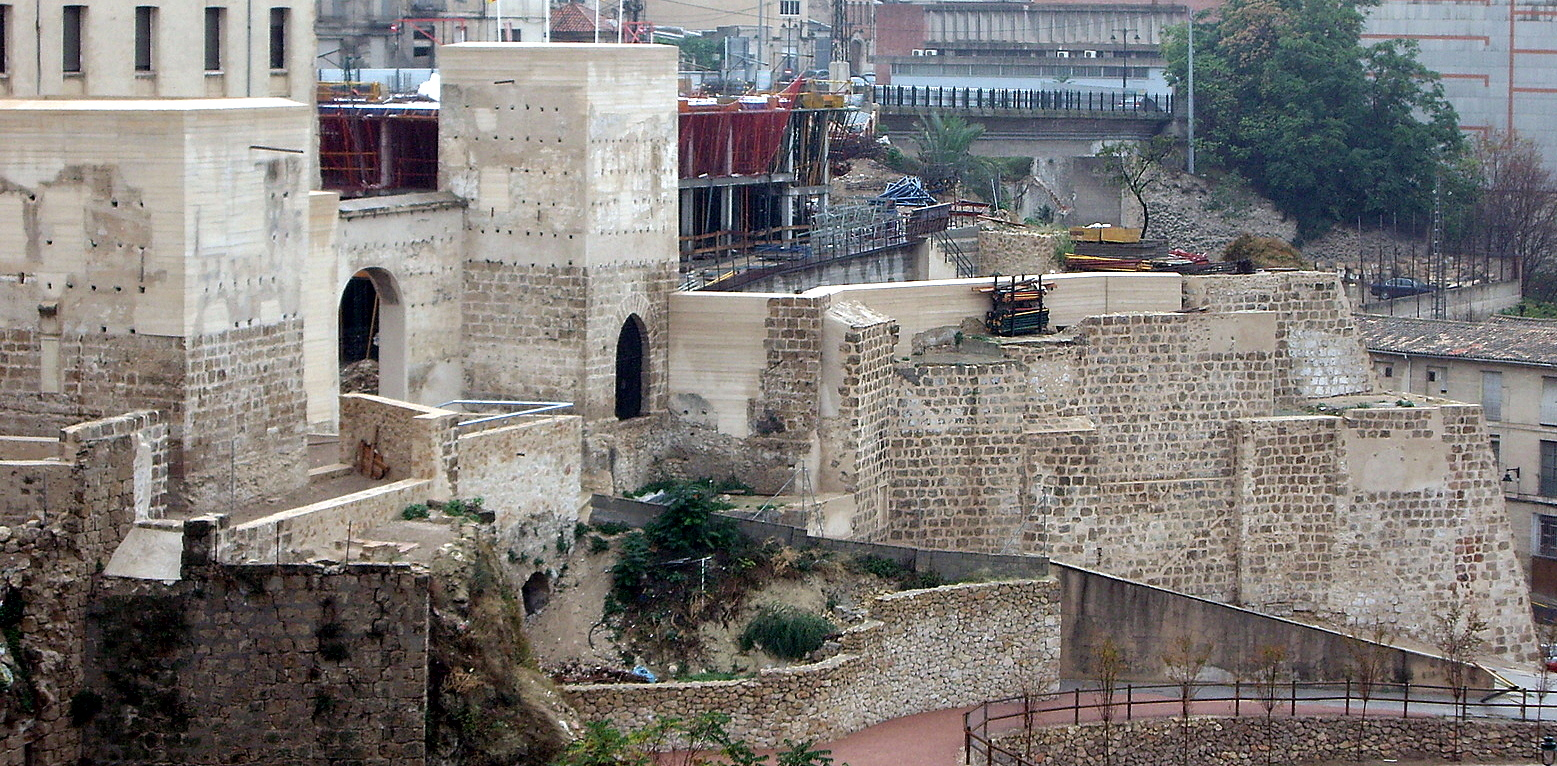
Torre N'Aiça, arco de San Roque, torre-portal de Riquer y restos reconstruidos de la muralla

A consecuencia de estas primeras revueltas, el rey Jaime I manda construir una serie de castillos cristianos en la entonces línea fronteriza sur de su Reyno de Valencia, situados en enclaves estratégicos, que dieron lugar a poblaciones nuevas, en las que estaban prohibidas «las morerías»: Alcoy, Sax…
Las últimas revueltas del caudillo árabe Al-Azraq, en el 1276, fueron finalmente sometidas (muriendo el propio Al-Azraq cuando se encontraba sitiando Alcoy) y determinaron el asentamiento definitivo del poder cristiano sobre la actual provincia de Alicante.
En 1291 el rey Jaime II el Desafortunado rey de la Corona de Aragón, hizo donación de la villa al almirante Roger de Lauria, no volviendo la villa al poder de los reyes hasta 1430. En este año, a consecuencia de la sublevación del entonces señor de Alcoy, Federico de Aragón, conde de Luna, la villa pasó a poder real, y desde 1447 el rey Alfonso el Magnánimo le confirmó el privilegio de tener representación en las Cortes valencianas.
Durante la Guerra de Sucesión (1705-1707) los alcoyanos defendieron la causa del archiduque Carlos, por lo cual la villa estuvo sitiada y padeció ataques, la abolición de privilegios locales, multas, etc. Todo este conjunto de factores provocaron que la población menguara de forma considerable. No obstante, años más tarde, el rey Felipe V concedió a la villa la supresión de los gravámenes y otorgaría privilegios a la Real Fábrica de Paños de Alcoy.
Bien entrado el siglo XIX comenzó un fuerte desarrollo industrial que provocó importantes movimientos obreros. En 1821 se produjo en Alcoy el primer episodio ludita documentado en la historia de España. En 1844 la villa recibió el título de «Leal Ciudad», otorgado por la reina Isabel II, por su lealtad durante la primera guerra carlista.
La ciudad protagonizó un importante capítulo de su historia durante la época Primera República, en julio de 1873, al protagonizar la llamada Revolución del Petróleo. El día 9, mientras el alcalde republicano federal, Agustí Albors, apodado Pelletes, negociaba con una comisión de los obreros declarados en huelga general convocada por la FRE-AIT en demanda de mejoras salariales, la guardia urbana, por orden del alcalde, abrió fuego sobre los trabajadores que se concentraban en la plaza del Ayuntamiento. Estos, encolerizados, asaltaron el edificio, matando al alcalde y mutilando su cadáver. Alcoy se declaró independiente y fue gobernada por un Comité de Salud Pública entre el 9 y el 13 de julio, hasta la llegada de las tropas federales.

Vista aérea de la ciudad, 1930

Al calor del desarrollo industrial, Alcoy se convirtió en un nudo de comunicaciones y llegó a contar con la presencia de varias líneas de ferrocarril. Desde finales del siglo XIX funcionaron varias líneas de vía estrecha, como fue el caso de los ferrocarriles de Villena a Alcoy y Yecla o del ferrocarril Alcoy-Gandía. A estos se sumaría la entrada en servicio en 1904 de la línea Játiva-Alcoy, de ancho ibérico.
Durante la dictadura de Primo de Rivera, la Segunda República española y la guerra civil española la ciudad se convirtió en una plaza fuerte del socialismo y anarcosindicalismo, siendo sede de la AIT. Su central hidroeléctrica, de valor capital, abastecía de fuerza motriz a toda la comarca, y contaba con dos cuarteles de infantería. Sus fábricas fueron utilizadas para la elaboración de arsenales de guerra, lo que hizo que la ciudad sufriera hasta siete bombardeos entre 1938 y 1939 por parte de la legión italiana Savoia SM-79. Todavía, hoy día, se conservan numerosas marcas de metralla en sus edificios, así como refugios antiaéreos.
A partir de los años 1950 la ciudad atrajo una importante inmigración. A la industria textil, papelera y metalúrgica se unió la alimentaria (dulces, licores, aceitunas rellenas) y más adelante la cosmética.

## Demografía
Alcoy cuenta con una población de 60 372 habitantes (INE 2024).
| Gráfica de evolución demográfica de Alcoy entre 1842 y 2021 |
| |
| Población de derecho según los censos de población del INE Población de hecho según los censos de población del INEEn estos censos se denominaba Alcoy: 1842, 1857, 1860, 1877, 1887, 1897, 1900, 1910, 1920, 1930, 1940, 1950, 1960, 1970 y 1981 |

### Inmigración
Alcoy cuenta tan sólo con un 9,87 % de población extranjera (INE 2007), proporción menor que media provincial (21,5 %), pero similar a la media nacional (9,9 %). La colonia más numerosa es la de marroquíes (29,7 % del total de extranjeros), seguidos por la de rumanos (con el 23,4 %).

### Barrios
Alcoy cuenta con 6 barrios en el núcleo urbano de la ciudad diferenciados al estar separados por sus barrancos y sus puentes. Además cuenta con zonas poblacionales en las afueras de la zona central. Entre ellas se encuentran 4 urbanizaciones claramente diferenciadas y zonas diseminadas en el término municipal. Los códigos postales utilizados para las diferentes zonas poblacionales son 03800, 03801, 03802, 03803, 03804 en la zona central de la población. 03818 y 03819 para las zonas diseminadas.
- Centro. Separado por los puentes de Cristina y San Jorge
- Zona Alta. Barrio de la zona más alta de la población, en la zona sur
- Santa Rosa. Separado por los puentes San Roque y Cristina
- Ensanche. Separado por los puentes de Pechina, San Roque y San Jorge
- Zona Norte. Se encuentra en la parte norte de la población y es el barrio más reciente
- Batoy. Barrio que se encuentra separada de la población, aunque unida por calles
- Cases del Salt. Pequeño caserío en la parte oeste de la población, dirección a Bañeres
- Urbanización Baradello. Se encuentra de camino hacia Bañeres
- Urbanización Barxell. Se encuentra de camino hacia Bañeres, al lado de la urbanización Baradello. En lo alto se encuentra el castillo
- Urbanización Montesol. Se encuentra de camino hacia Bañeres, cercano a la ermita de Polop en el valle de Polop
- Urbanización El Estepar. Se encuentra en dirección hacia Ibi

### Parque de vehículos
En el año 2005: total de vehículos = 35 989, vehículos por habitante = 0,59.
|                     | 1990   | 1991   | 1992   | 1993   | 1994   | 1995   | 1996   | 1997   | 1998   | 1999   |
| ------------------- | ------ | ------ | ------ | ------ | ------ | ------ | ------ | ------ | ------ | ------ |
| Total               | ---    | ---    | ---    | ---    | ---    | 28 514 | 28 886 | 29 563 | 30 777 | 32 035 |
| Turismos            | ---    | ---    | ---    | ---    | ---    | 21 881 | 22 201 | 22 671 | 23 599 | 24 522 |
| Motos               | ---    | ---    | ---    | ---    | ---    | 2509   | 2421   | 2405   | 2406   | 2465   |
| Furgonetas-Camiones | ---    | ---    | ---    | ---    | ---    | 3741   | 3848   | 4042   | 4280   | 4508   |
| Autobuses           | ---    | ---    | ---    | ---    | ---    | 53     | 56     | 61     | 61     | 62     |
| Tractores           | ---    | ---    | ---    | ---    | ---    | 85     | 90     | 98     | 109    | 127    |
| Otros               | ---    | ---    | ---    | ---    | ---    | 245    | 270    | 286    | 322    | 351    |
|                     | 2000   | 2001   | 2002   | 2003   | 2004   | 2005   | 2006   | 2007   | 2008   | 2009   |
| Total               | 32 755 | 33 615 | 34 031 | 34 399 | 35 308 | 35 989 | ---    | ---    | ---    | ---    |
| Turismos            | 25 012 | 25 688 | 26 026 | 26 310 | 26 934 | 27 185 | ---    | ---    | ---    | ---    |
| Motos               | 2493   | 2502   | 2506   | 2494   | 2583   | 2860   | ---    | ---    | ---    | ---    |
| Furgonetas-Camiones | 4638   | 4795   | 4834   | 4884   | 5040   | 5148   | ---    | ---    | ---    | ---    |
| Autobuses           | 64     | 60     | 57     | 56     | 55     | 61     | ---    | ---    | ---    | ---    |
| Tractores           | 143    | 151    | 156    | 161    | 160    | 150    | ---    | ---    | ---    | ---    |
| Otros               | 405    | 419    | 452    | 494    | 536    | 585    | ---    | ---    | ---    | ---    |

#### Población por nivel de estudios
Residentes en viviendas familiares por nivel de estudios (2001): analfabetos 4485, sin estudios 7215, primer grado 15 999, segundo grado 25 471, tercer grado 4841

#### Trabajo
Evolución del paro registrado (2008)
|      | 1990 | 1991 | 1992 | 1993 | 1994 | 1995 | 1996 | 1997 | 1998 | 1999 |
| ---- | ---- | ---- | ---- | ---- | ---- | ---- | ---- | ---- | ---- | ---- |
| Paro | 5115 | 4661 | 5700 | 6377 | 5988 | 5381 | 4911 | 4194 | 3431 | 2940 |
|      | 2000 | 2001 | 2002 | 2003 | 2004 | 2005 | 2006 | 2007 | 2008 | 2009 |
| Paro | 2139 | 2208 | 2673 | 2647 | 2971 | 3073 | 3592 | 3524 | 5355 | 6926 |

### Comunicaciones

#### Carreteras

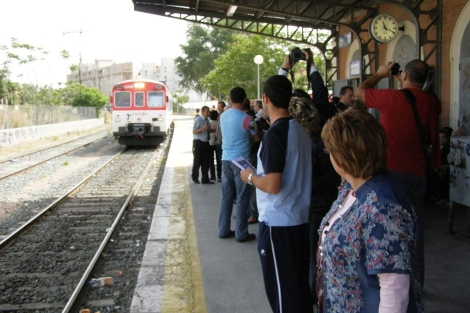
Estación ferroviaria de Alcoy

Desde mediados del XIX Alcoy ha sido atravesada por la carretera de Játiva-Alicante que posteriormente se denominaría N-340 y acabaría siendo absorbida por la Autovía del Mediterráneo mediante una circunvalación. Además de la carretera principal, existen otras carreteras comarcales.
| Identificador | Denominación             | Itinerario                                                                                                 |
| ------------- | ------------------------ | --- |
| A-7           | Autovía del Mediterráneo | Discurre entre Algeciras y Barcelona.                                                                      |
| N-340         | Carretera nacional       | Discurre entre Algeciras y Barcelona. Esta carretera es sustituida en algunos tramos por la carretera A-7. |
| CV-70         | Carretera autonómica     | Discurre entre Alcoy y Benidorm.                                                                           |
| CV-801        | Carretera local          | Conecta Alcoy con Ibi.                                                                                     |
| CV-800        | Carretera local          | Discurre entre San Juan de Alicante y La Sarga.                                                            |
| CV-797        | Carretera local          | Conecta con el Santuario de la Fuente Roja.                                                                |
| CV-794        | Carretera local          | Conecta Alcoy con Bocairente.                                                                              |
| CV-795        | Carretera local          | Conecta Alcoy con Bañeres.                                                                                 |
| CV-785        | Carretera local          | Discurre entre el barranco de la Batalla y puerto de Tudons.                                               |

#### Ferrocarril
La red viaria se complementa con la línea 47 de Renfe Media Distancia, conocida como Valencia-Játiva-Alcoy.

#### Autobús
Alcoy cuenta con diferentes servicios de autobús. Las dos empresas que gestionan el servicio de autobús son Vectalia para el autobús comarcal, conocido como La Alcoyana, dirección a Alicante y otros pueblos de las comarcas centrales bajo demanda y ALSA que presta servicio dirección a Valencia.
Líneas gestionadas por ALSA:
- L715: Elche - Elda - Alcoy - Valencia
- L717: Ibi - Alcoy - Cocentaina - Muro de Alcoy - Albaida - Játiva - Valencia
- L718: Alcoy - Cocentaina - Muro de Alcoy - Gandía - Valencia

Líneas gestionadas por Vectalia. Servicio BUSCO:
- Línea 1 (metropolitano): Alcoy - Cocentaina - Muro de Alcoy
- Línea 2 (por Alcudia y Alqueria de Aznar): Alcoy - Cocentaina - Muro de Alcoy
- Línea 3: Alcoy - Bañeres
- Línea 4 (a demanda): Alcoy - Benilloba - Gorga - Famorca
- Línea 8 (con 3 paradas a demanda): Alcoy - Benilloba - Benifallim - Penáguila - Alcolecha - Benasau - Ares del Bosque

Las líneas BUSCO entraron en vigor el 28 de junio de 2025 sustituyendo el servicio de autobuses anterior.
En la ciudad de Alcoy hay un servicio urbano prestado por la empresa TUASA (Transportes Urbanos de Alcoy SA) creada por el propio Ayuntamiento y actualmente del grupo SuBús-Vectalia. La red cuenta con 5 líneas. 
| Línea | Terminales                        | Frecuencia | Inicio-Fin     |
| ----- | --------------------------------- | ---------- | -------------- |
|       | Sant Vicent - Zona Nord           | 21 min     | 6:40h - 22:20h |
|       | Músic Carbonell - Carrer banyeres | 20 min     | 6:50h - 22:05h |
|       | Batoi - Zona Nord                 | 19 min     | 7:00h - 22:05h |
|       | Zona Nord - Centre - L'Alameda    | 35 min     | 7:05h - 21:30h |
|       | Pl. Espanya - Cementeri           | 30 min     | 9:00h - 14:15h |

En enero de 2025 se incorporaron los primeros autobuses eléctricos que abastecieron la línea 3 por ser la de más afluencia de pasajeros.

## Economía

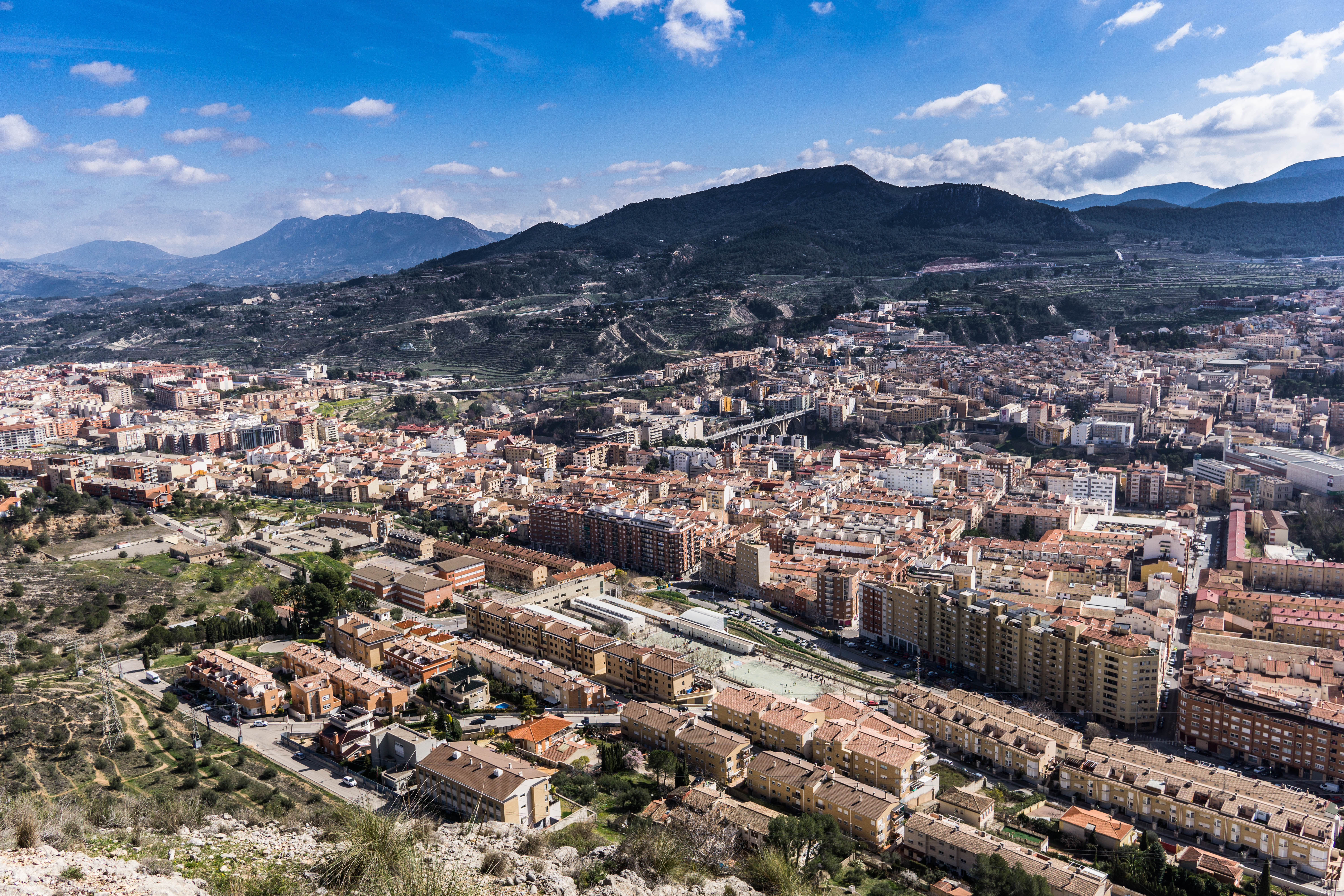
Vista parcial de Alcoy

Históricamente fue una ciudad con especial relevancia en la Revolución industrial, especialmente en el sector textil, aunque también en el metalúrgico y la industria papelera. Estos sectores influyeron en la creación del puerto de Gandía, ya que el Río Serpis nace en Alcoy y desemboca en Gandía.
El sector químico y farmacéutico (principalmente cosmético), el sector alimentario (aceitunas rellenas representadas por la firmas La Española y Serpis, productos cárnicos, pastelería y licores), la fabricación de perchas, así como la industria auxiliar relativa a las fiestas de moros y cristianos, son la principal vertiente económica de la ciudad, sustituyendo a la anterior industria metalúrgica, textil y papelera.
Actualmente existe un repunte del turismo y la restauración, debido en parte a la mejora de las comunicaciones, la rehabilitación del patrimonio histórico y la estimulación del turismo de interior, pasando de menos de 200 plazas hoteleras en el año 1997 a ser casi 500 en 2006. Estas plazas se reparten entre dos hoteles de 3 y 4 estrellas respectivamente, un hostal, un albergue y cuatro masías dedicadas al turismo rural. Es de destacar que la población se duplica en las populares fiestas de moros y cristianos, siendo por tanto la oferta hotelera insuficiente, ya que este sector está más enfocado a la explotación del turismo de un día, por la proximidad de grandes puntos turísticos como Benidorm, Alicante o Guadalest. En la actualidad se está intentando explotar el turismo de congresos.
Cabe destacar la presencia del sector económico proporcionado por la educación y la investigación, debido a la existencia de la Escuela Politécnica Superior de Alcoy (EPSA) de la Universidad Politécnica de Valencia, la Escuela de Arte Superior de Diseño, el Conservatorio de Música y AITEX (Instituto tecnológico del textil).

## Administración y política
Tras las elecciones municipales de 2011, la alcaldía recayó en Toni Francés gracias al apoyo de investidura del Bloc y de EUPV. No obstante, el PP fue la agrupación más votada con 11 concejales (12 256 votos, 38,44 %), el PSPV 7 concejales (7818 votos, 24,52 %), BLOC 5 concejales (6096 votos, 19,12 %), EUPV 2 concejales (3094 votos, 9,7 %). El resto de partidos sin concejales fueron: UPyD (969 votos, 3,04 %), CDL (712 votos, 2,23 %), UCE (132 votos, 0,41 %). Los votos contabilizados fueron 32 308 (67,59 %), abstenciones 15 491 (32,41 %), voto nulo 426 (1,32 %), voto en blanco 805 (2,52 %). En noviembre de 2012, la corporación municipal queda remodelada a consecuencia de la marcha del Bloc del Gobierno municipal.
En las elecciones locales de mayo de 2015, Antonio Francés repite como candidato en representación del PSPV-PSOE de Alcoy, el cual resulta el partido más votado obteniendo 9 concejales en el Ayuntamiento de Alcoy, proclamando, a Antonio Francés, alcalde de Alcoy y encabezando así un gobierno en minoría en una corporación con 5 grupos municipales: PSPV-PSOE (9 concejales), Guanyar Alcoi (5 concejales), Ciudadanos (4 concejales), Partido Popular (4 concejales) y Compromís (3 concejales).
En mayo de 2019, Francés gana las elecciones municipales, donde el PSPV-PSOE rozó la mayoría absoluta. En junio de 2019, Antonio fue proclamado alcalde de Alcoy, quedando la corporación municipal de la siguiente manera: PSPV-PSOE 12 concejales, PP 4 concejales, con 2 ediles los grupos municipales de Compromís, Ciudadanos, Podemos y Guanyar y, la formación de Vox con 1 edil.

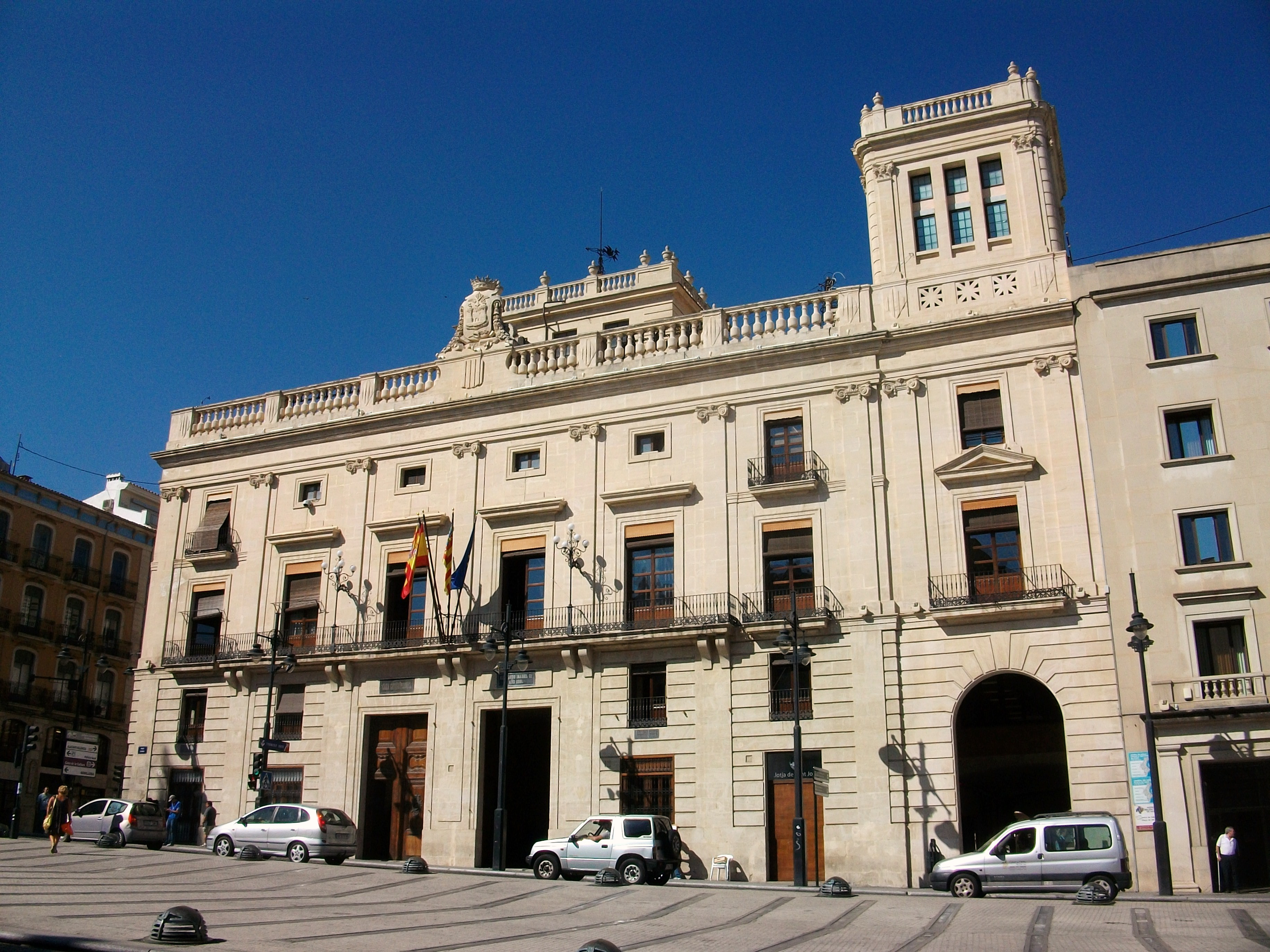
Ayuntamiento de Alcoy

En las elecciones de 2023 vuelve a ganar las elecciones con 9 concejales y 8833 votos. Es reelegido alcalde de Alcoy y se edita el Pacte del Parterre junto a Compromís con el que se forma un gobierno de coalición para toda la legislatura. La corporación municipal quedó de la siguiente manera: PSPV-PSOE 9 concejales, PP 8 concejales, Vox 3 concejales, Compromís 3 ediles y Guanyar Alcoi 2 ediles.
| Periodo   | Nombre                | Partido | Partido                                         |
| --------- | --------------------- | ------- | ----------------------------------------------- |
| 1979-2000 | José Sanus Tormo      |         | Partit Socialista del País Valencià (PSPV-PSOE) |
| 2000-2003 | Miguel Peralta Viñes  |         | Partido Popular (PP)                            |
| 2003-2011 | Jorge Sedano Delgado  |         | Partido Popular (PP)                            |
| 2011-act. | Antonio Francés Pérez |         | Partit Socialista del País Valencià (PSPV-PSOE) |

| Partido político                                                | 2023  | 2023  | 2023       | 2019   | 2019  | 2019       | 2015  | 2015  | 2015       | 2011   | 2011  | 2011       | 2007   | 2007  | 2007       | 2003   | 2003  | 2003       | 1999   | 1999  | 1999       | 1995   | 1995  | 1995       | 1991   | 1991  | 1991       | 1987   | 1987  | 1987       | 1983   | 1983  | 1983       | 1979   | 1979  | 1979       |
| Partido político                                                | Votos | %     | Concejales | Votos  | %     | Concejales | Votos | %     | Concejales | Votos  | %     | Concejales | Votos  | %     | Concejales | Votos  | %     | Concejales | Votos  | %     | Concejales | Votos  | %     | Concejales | Votos  | %     | Concejales | Votos  | %     | Concejales | Votos  | %     | Concejales | Votos  | %     | Concejales |
| Partit Socialista del País Valencià (PSPV-PSOE)                 | 8833  | 29,70 | 9          | 12 603 | 43,27 | 12         | 9931  | 31,16 | 9          | 7824   | 24,77 | 7          | 10 985 | 32,69 | 9          | 10 034 | 29,47 | 8          | 10 977 | 32,77 | 10         | 15 216 | 41,99 | 11         | 18 597 | 59,10 | 16         | 16 765 | 50,91 | 15         | 23 130 | 66,23 | 18         | 13 558 | 42,17 | 11         |
| Partido Popular (PP)                                            | 8810  | 29,63 | 8          | 4756   | 16,32 | 4          | 4901  | 15,38 | 4          | 12 256 | 38,81 | 11         | 16 792 | 49,97 | 13         | 16 226 | 47,66 | 13         | 14 101 | 42,09 | 12         | 12 848 | 35,46 | 10         | 6752   | 21,46 | 6          | —      | —     | —          | —      | —     | —          | —      | —     | —          |
| Compromís                                                       | 3595  | 12,09 | 3          | 2568   | 8,81  | 2          | 3817  | 11,98 | 3          | —      | —     | —          | —      | —     | —          | —      | —     | —          | —      | —     | —          | —      | —     | —          | —      | —     | —          | —      | —     | —          | —      | —     | —          | —      | —     | —          |
| Vox                                                             | 3179  | 10,69 | 3          | 1598   | 5,48  | 1          | —     | —     | —          | —      | —     | —          | —      | —     | —          | —      | —     | —          | —      | —     | —          | —      | —     | —          | —      | —     | —          | —      | —     | —          | —      | —     | —          | —      | —     | —          |
| Esquerra Unida del País Valencià (EUPV)                         | 2600  | 8,74  | 2          | 2255   | 7,74  | 2          | 6126  | 19,22 | 5          | 3094   | 9,80  | 2          | 2363   | 7,03  | 1          | 4258   | 12,51 | 3          | 3210   | 9,58  | 2          | 6175   | 17,04 | 4          | 3358   | 10,67 | 3          | 3202   | 9,72  | 2          | —      | —     | —          | —      | —     | —          |
| Podemos                                                         | 1136  | 3,82  | 0          | 2398   | 8,23  | 2          | —     | —     | —          | —      | —     | —          | —      | —     | —          | —      | —     | —          | —      | —     | —          | —      | —     | —          | —      | —     | —          | —      | —     | —          | —      | —     | —          | —      | —     | —          |
| Ciudadanos (CS)                                                 | 546   | 1,83  | 0          | 2473   | 8,49  | 2          | 4967  | 15,58 | 4          | —      | —     | —          | —      | —     | —          | —      | —     | —          | —      | —     | —          | —      | —     | —          | —      | —     | —          | —      | —     | —          | —      | —     | —          | —      | —     | —          |
| Acción Democrática Independiente (ADIN)                         | 288   | 0,96  | 0          | —      | —     | —          | —     | —     | —          | —      | —     | —          | —      | —     | —          | —      | —     | —          | —      | —     | —          | —      | —     | —          | —      | —     | —          | —      | —     | —          | —      | —     | —          | —      | —     | —          |
| Tercera edad en acción (3E)                                     | 227   | 0,76  | 0          | 228    | 0,78  | 0          | —     | —     | —          | —      | —     | —          | —      | —     | —          | —      | —     | —          | —      | —     | —          | —      | —     | —          | —      | —     | —          | —      | —     | —          | —      | —     | —          | —      | —     | —          |
| Unión Progreso y Democracia (UPyD)                              | —     | —     | —          | —      | —     | —          | 989   | 3,15  | 0          | —      | —     | —          | —      | —     | —          | —      | —     | —          | —      | —     | —          | —      | —     | —          | —      | —     | —          | —      | —     | —          | —      | —     | —          | —      | —     | —          |
| Canviem entre tots (CET)                                        | —     | —     | —          | —      | —     | —          | 626   | 2,00  | 0          | —      | —     | —          | —      | —     | —          | —      | —     | —          | —      | —     | —          | —      | —     | —          | —      | —     | —          | —      | —     | —          | —      | —     | —          | —      | —     | —          |
| Bloc Nacionalista Valencià (BNV)                                | —     | —     | —          | —      | —     | —          | —     | —     | —          | 6106   | 19,33 | 5          | 2420   | 7,20  | 2          | 2100   | 6,17  | 1          | 1524   | 4,55  | 0          | —      | —     | —          | —      | —     | —          | —      | —     | —          | —      | —     | —          | —      | —     | —          |
| Centro Democrático Liberal (CDL)                                | —     | —     | —          | —      | —     | —          | —     | —     | —          | 712    | 2,29  | 0          | —      | —     | —          | —      | —     | —          | —      | —     | —          | —      | —     | —          | —      | —     | —          | —      | —     | —          | —      | —     | —          | —      | —     | —          |
| Unificación Comunista de España (UCE)                           | —     | —     | —          | —      | —     | —          | —     | —     | —          | 132    | 0,42  | 0          | —      | —     | —          | —      | —     | —          | —      | —     | —          | —      | —     | —          | —      | —     | —          | —      | —     | —          | —      | —     | —          | —      | —     | —          |
| Esquerra Republicana del País Valencià (ERPV)                   | —     | —     | —          | —      | —     | —          | —     | —     | —          | —      | —     | —          | 238    | 0,72  | 0          | —      | —     | —          | —      | —     | —          | —      | —     | —          | —      | —     | —          | —      | —     | —          | —      | —     | —          | —      | —     | —          |
| Coalición Valenciana (CV)                                       | —     | —     | —          | —      | —     | —          | —     | —     | —          | —      | —     | —          | 198    | 0,60  | 0          | —      | —     | —          | —      | —     | —          | —      | —     | —          | —      | —     | —          | —      | —     | —          | —      | —     | —          | —      | —     | —          |
| Partido Social Demócrata (PSD)                                  | —     | —     | —          | —      | —     | —          | —     | —     | —          | —      | —     | —          | 110    | 0,33  | 0          | —      | —     | —          | —      | —     | —          | —      | —     | —          | —      | —     | —          | —      | —     | —          | —      | —     | —          | —      | —     | —          |
| Partit d'Alcoi (PALC)                                           | —     | —     | —          | —      | —     | —          | —     | —     | —          | —      | —     | —          | —      | —     | —          | 1029   | 3,02  | 0          | —      | —     | —          | —      | —     | —          | —      | —     | —          | —      | —     | —          | —      | —     | —          | —      | —     | —          |
| Iniciativa Independiente (II)                                   | —     | —     | —          | —      | —     | —          | —     | —     | —          | —      | —     | —          | —      | —     | —          | 176    | 0,52  | 0          | 548    | 1,64  | 0          | —      | —     | —          | —      | —     | —          | —      | —     | —          | —      | —     | —          | —      | —     | —          |
| Unidos por Alcoy (UniPA)                                        | —     | —     | —          | —      | —     | —          | —     | —     | —          | —      | —     | —          | —      | —     | —          | 132    | 0,39  | 0          | —      | —     | —          | —      | —     | —          | —      | —     | —          | —      | —     | —          | —      | —     | —          | —      | —     | —          |
| Una altra democràcia és possible (UADEP)                        | —     | —     | —          | —      | —     | —          | —     | —     | —          | —      | —     | —          | —      | —     | —          | 92     | 0,27  | 0          | —      | —     | —          | —      | —     | —          | —      | —     | —          | —      | —     | —          | —      | —     | —          | —      | —     | —          |
| Partido Democrácito de la Nueva Izquierda (PDNV)                | —     | —     | —          | —      | —     | —          | —     | —     | —          | —      | —     | —          | —      | —     | —          | —      | —     | —          | 1741   | 5,20  | 1          | —      | —     | —          | —      | —     | —          | —      | —     | —          | —      | —     | —          | —      | —     | —          |
| Unión Democrática Independiente (UDI)                           | —     | —     | —          | —      | —     | —          | —     | —     | —          | —      | —     | —          | —      | —     | —          | —      | —     | —          | 926    | 2,76  | 0          | 872    | 2,41  | 0          | —      | —     | —          | —      | —     | —          | —      | —     | —          | —      | —     | —          |
| Unión Valenciana (UV)                                           | —     | —     | —          | —      | —     | —          | —     | —     | —          | —      | —     | —          | —      | —     | —          | —      | —     | —          | 475    | 1,42  | 0          | —      | —     | —          | 611    | 1,94  | 0          | 512    | 1,55  | 0          | —      | —     | —          | —      | —     | —          |
| Falange Española de las JONS                                    | —     | —     | —          | —      | —     | —          | —     | —     | —          | —      | —     | —          | —      | —     | —          | —      | —     | —          | —      | —     | —          | 103    | 0,28  | 0          | 121    | 0,38  | 0          | —      | —     | —          | —      | —     | —          | —      | —     | —          |
| Centro Democrático y Social (CDS)                               | —     | —     | —          | —      | —     | —          | —     | —     | —          | —      | —     | —          | —      | —     | —          | —      | —     | —          | —      | —     | —          | —      | —     | —          | 1522   | 4,84  | 0          | 3624   | 11,01 | 3          | 375    | 1,07  | 0          | —      | —     | —          |
| Partit Valencià Nacionalista (PVN)                              | —     | —     | —          | —      | —     | —          | —     | —     | —          | —      | —     | —          | —      | —     | —          | —      | —     | —          | —      | —     | —          | 1019   | 2,81  | 0          | 380    | 1,21  | 0          | —      | —     | —          | —      | —     | —          | —      | —     | —          |
| Plataforma d'Esquerres (PE)                                     | —     | —     | —          | —      | —     | —          | —     | —     | —          | —      | —     | —          | —      | —     | —          | —      | —     | —          | —      | —     | —          | —      | —     | —          | 125    | 0,40  | 0          | —      | —     | —          | —      | —     | —          | —      | —     | —          |
| Alianza Popular (AP)                                            | —     | —     | —          | —      | —     | —          | —     | —     | —          | —      | —     | —          | —      | —     | —          | —      | —     | —          | —      | —     | —          | —      | —     | —          | —      | —     | —          | 6404   | 19,45 | 5          | 8176   | 23,41 | 6          | —      | —     | —          |
| Unitat del Poble Valencià (UPV)                                 | —     | —     | —          | —      | —     | —          | —     | —     | —          | —      | —     | —          | —      | —     | —          | —      | —     | —          | —      | —     | —          | —      | —     | —          | —      | —     | —          | 975    | 2,96  | 0          | —      | —     | —          | —      | —     | —          |
| Partido Demócrata Popular-Centristas Valencianos (PDP-CV)       | —     | —     | —          | —      | —     | —          | —     | —     | —          | —      | —     | —          | —      | —     | —          | —      | —     | —          | —      | —     | —          | —      | —     | —          | —      | —     | —          | 849    | 2,58  | 0          | —      | —     | —          | —      | —     | —          |
| Partido de los Trabajadores de España-Unidad Comunista (PTE-UC) | —     | —     | —          | —      | —     | —          | —     | —     | —          | —      | —     | —          | —      | —     | —          | —      | —     | —          | —      | —     | —          | —      | —     | —          | —      | —     | —          | 361    | 1,10  | 0          | —      | —     | —          | —      | —     | —          |
| Partido Humanista (PH)                                          | —     | —     | —          | —      | —     | —          | —     | —     | —          | —      | —     | —          | —      | —     | —          | —      | —     | —          | —      | —     | —          | —      | —     | —          | —      | —     | —          | 127    | 0,39  | 0          | —      | —     | —          | —      | —     | —          |
| Unidad Popular Republicana (UPR)                                | —     | —     | —          | —      | —     | —          | —     | —     | —          | —      | —     | —          | —      | —     | —          | —      | —     | —          | —      | —     | —          | —      | —     | —          | —      | —     | —          | 111    | 0,34  | 0          | —      | —     | —          | —      | —     | —          |
| Partido Comunista de España (PCE)                               | —     | —     | —          | —      | —     | —          | —     | —     | —          | —      | —     | —          | —      | —     | —          | —      | —     | —          | —      | —     | —          | —      | —     | —          | —      | —     | —          | —      | —     | —          | 2210   | 6,33  | 1          | 5331   | 16,58 | 4          |
| CIM                                                             | —     | —     | —          | —      | —     | —          | —     | —     | —          | —      | —     | —          | —      | —     | —          | —      | —     | —          | —      | —     | —          | —      | —     | —          | —      | —     | —          | —      | —     | —          | 700    | 2,00  | 0          | —      | —     | —          |
| Candidatura Comunista (CC)                                      | —     | —     | —          | —      | —     | —          | —     | —     | —          | —      | —     | —          | —      | —     | —          | —      | —     | —          | —      | —     | —          | —      | —     | —          | —      | —     | —          | —      | —     | —          | 335    | 0,96  | 0          | —      | —     | —          |
| Unión de Centro Democrático (UCD)                               | —     | —     | —          | —      | —     | —          | —     | —     | —          | —      | —     | —          | —      | —     | —          | —      | —     | —          | —      | —     | —          | —      | —     | —          | —      | —     | —          | —      | —     | —          | —      | —     | —          | 11 408 | 35,49 | 10         |
| Coalición Democrática (CD)                                      | —     | —     | —          | —      | —     | —          | —     | —     | —          | —      | —     | —          | —      | —     | —          | —      | —     | —          | —      | —     | —          | —      | —     | —          | —      | —     | —          | —      | —     | —          | —      | —     | —          | 1047   | 3,26  | 0          |
| Partido del Trabajo del País Valenciano (PTPV)                  | —     | —     | —          | —      | —     | —          | —     | —     | —          | —      | —     | —          | —      | —     | —          | —      | —     | —          | —      | —     | —          | —      | —     | —          | —      | —     | —          | —      | —     | —          | —      | —     | —          | 598    | 1,86  | 0          |
| Liga Comunista Revolucionaria (LCR)                             | —     | —     | —          | —      | —     | —          | —     | —     | —          | —      | —     | —          | —      | —     | —          | —      | —     | —          | —      | —     | —          | —      | —     | —          | —      | —     | —          | —      | —     | —          | —      | —     | —          | 150    | 0,47  | 0          |

## Servicios

### Educación
La educación en Alcoy está organizada a través de la Concejalía de Educación y Formación del Ayuntamiento de Alcoy. Entre la oferta educativa se encuentran jardines de infancia o escuelas infantiles públicos y privados, colegios de primaria y secundaria públicos y concertados, institutos de bachillerato y formación profesional, universidades y escuelas especializadas para todas las edades.
| Tipo de centro                                                                    | Nombre |
| --------------------------------------------------------------------------------- | ------ |
| Centros de educación infantil y primaria                                          |        |
| EIMA El Jesuset del Miracle                                                       |        |
| EIMA Batoi                                                                        |        |
| EIMA Zona Nord                                                                    |        |
| Escuela Infantil El Partidor                                                      |        |
| CEIP El Romeral                                                                   |        |
| CEIP Miguel Hernández                                                             |        |
| CEIP Horta Major                                                                  |        |
| CEIP Sant Vicent                                                                  |        |
| CEE Tomàs Llàcer                                                                  |        |
| Escuelas infantiles homologadas                                                   |        |
| Escuela infantil Sol Solet                                                        |        |
| Centro educativo infantil Virgen de los Lirios                                    |        |
| Centro de educación infantil Garabatos Natura                                     |        |
| Escuela infantil El Salvador                                                      |        |
| Escuela infantil Chiquitos                                                        |        |
| Centros de educación concertada o privada                                         |        |
| Colegio San Vicente de Paúl                                                       |        |
| Colegio La Salle                                                                  |        |
| Colegio San Roque                                                                 |        |
| Colegio José Arnauda                                                              |        |
| Colegio Esclaves SCJ                                                              |        |
| Colegio Salesiano Juan XXIII                                                      |        |
| Colegio La Presentación                                                           |        |
| Colegio Santa Ana                                                                 |        |
| Colegio Salesiano San Vicente de Ferrer                                           |        |
| Institutos de educación secundaria, bachillerato y formación profesional públicos |        |
| IES Pare Vitòria                                                                  |        |
| IES Andreu Sempere                                                                |        |
| IES Cotes Baixes                                                                  |        |
| CIP de FP Batoi                                                                   |        |
| Escuela de Arte y Superior de Diseño de Alcoy                                     |        |
| Centro universitario                                                              |        |
| Escuela Politécnica Superior de Alcoy - Campus de Alcoy                           |        |
| Universidad de Alicante - Campus Alcoy                                            |        |
| Otros centros educativos                                                          |        |
| Conservatorio de música J. Cantó                                                  |        |
| Conservatorio elemental de danza                                                  |        |
| EPA Orosia Silvestre                                                              |        |
| Escuela municipal de bellas artes                                                 |        |
| Escuela oficial de idiomas                                                        |        |

### Sanidad

#### Sanidad pública
La sanidad está gestionada por la Consejería de Sanidad de la Generalidad Valenciana. De acuerdo a la Ley 3/2003 del 6 de febrero de Ordenación Sanitaria de la Comunidad Valenciana la atención sanitaria está dividida en atención primaria, especializada y continuada.
La atención primaria está gestionada desde el Departamento de Salud de Alcoy. Cuenta con 3 centros de salud:
| Nombre del centro | Ubicación               |
| ----------------- | ----------------------- |
| CSP La Fábrica    | Barrio de Santa Rosa    |
| CSP Plaça de Dins | Barrio del Centro       |
| CSP La Bassa      | Barrio de la Zona Norte |

Además de los 3 centros de salud existen dos consultorios auxiliares ubicados en la zona alta y en el barrio de Batoi que prestan servicio a estos barrios. El CSP La Fábrica presta atención especializada y servicio continuado de urgencias fuera del horario sanitario.
Alcoy cuenta con el hospital Virgen de los Lirios que abastece a toda la región sanitaria que comprende 32 municipios de las comarcas de la Hoya de Alcoy (excepto Tibi), Condado de Cocentaina y el municipio de Valle de Alcalá. El hospital fue inaugurado el 5 de julio de 1972.

#### Sanidad privada
Además de consultas privadas especializadas como dentistas, podólogos u oculistas entre otros existe el hospital IMED San Jorge ubicado en el antiguo hospital privado Sanatorio San Jorge y una Policlínica IMED Alcoy ubicada en el polígono de Cotes Baixes. Estos centros tienen conciertos con la Consejería de Sanidad de la Generalidad Valenciana. 

#### Farmacias
Alcoy cuenta con 34 farmacias repartidas en los diferentes barrios de la ciudad. Existe un servicio de farmacia de guardia de forma rotatoria.
- Barrio del Centro: 8 farmacias
- Barrio de Santa Rosa: 7 farmacias
- Barrio del Ensanche: 7 farmacias
- Barrio de la Zona Norte: 8 farmacias
- Barrio del Viaducto: 1 farmacia
- Barrio de la Zona Alta: 2 farmacias
- Barrio de Batoi: 1 farmacia

### Turismo
Actualmente Alcoy está experimentando un repunte del sector turístico, debido en parte a la mejora de las comunicaciones, la ampliación de las plazas hoteleras y la mejora y la ampliación de la oferta turística. Alcoy, debido a la cercanía a grandes ciudades turísticas, se ofrece como una sólida alternativa al turismo de sol y playa. Cabe destacar como oferta turística las famosas fiestas de Moros y cristianos de Alcoy, declaradas de interés turístico internacional; La Cabalgata de Reyes Magos de Alcoy, considerada la más antigua de España declarada fiesta de interés turístico nacional; el parque natural del Carrascal de la Fuente Roja; el parque natural de la Sierra de Mariola, el paraje natural municipal del Racó de Sant Bonaventura-Canalons, así como su centro histórico. Cabe destacar la inclusión de la ciudad dentro de la Ruta europea del modernismo y dentro de la Ruta europea de los cementerios. Actualmente se está desarrollando un modelo turístico orientado al turismo de congresos.

## Monumentos y lugares de interés

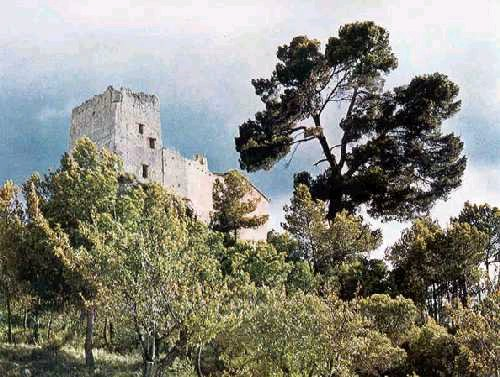
Castillo de Barchell

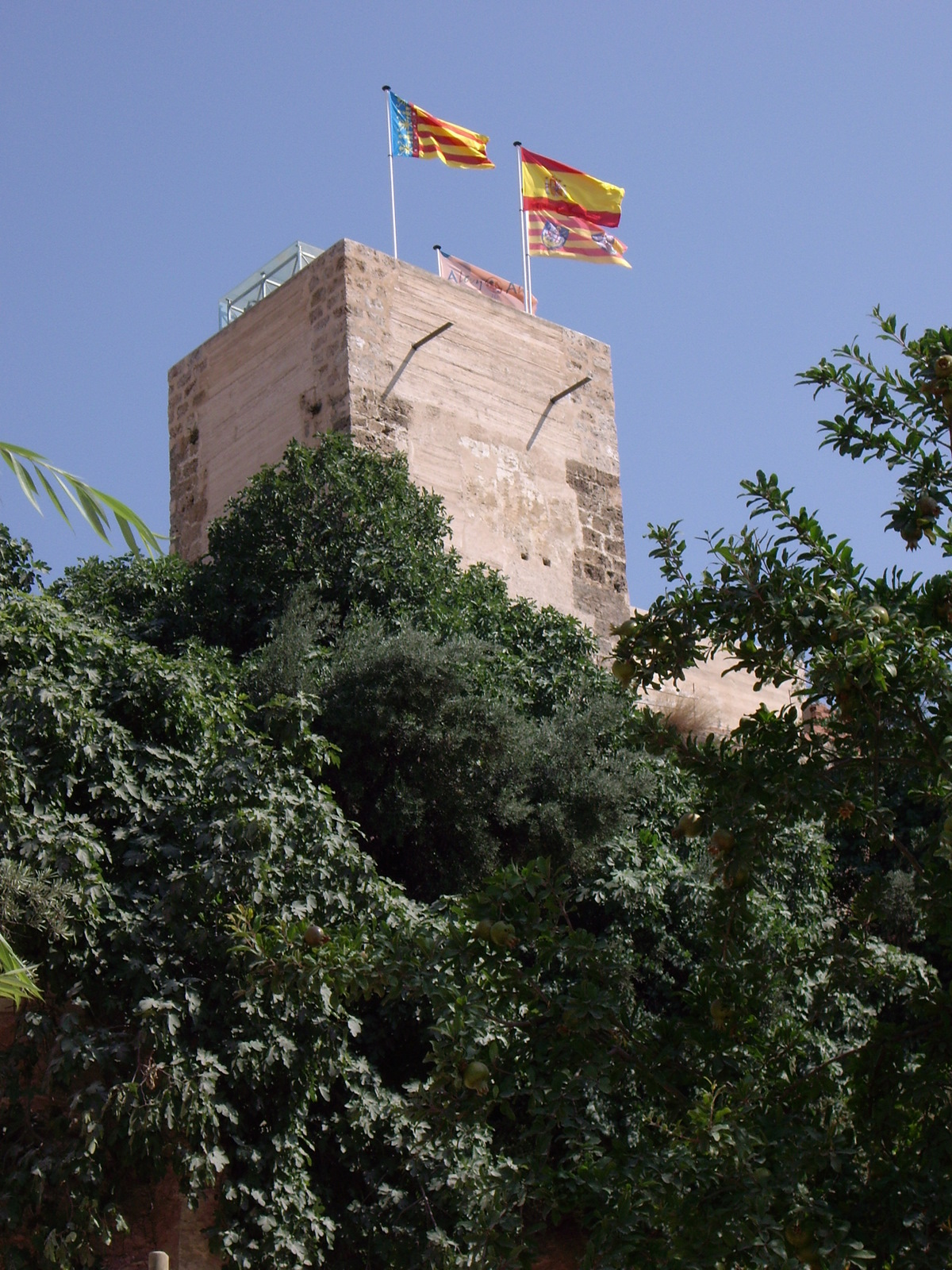
Torre Na Valora

### Patrimonio arqueológico
- Yacimiento arqueológico de La Serreta
- Yacimiento arqueológico de El Puig
- Restos arqueológicos La Mola de Serelles
- Restos arqueológicos El Castellar y El Salt

### Patrimonio histórico
- Torre de Na Valora. Torre medieval de vigilancia y defensa del siglo XIII de estilo gótico valenciano.
- Torre N'Aiça siglo XIV, arco de San Roque siglo XVIII, Torre-portal de Riquer y restos reconstruidos de la muralla siglo XIV.
- Antiguo edificio del hospital de Alcoy. Primer templo cristiano construido en Alcoy, originalmente de estilo románico y gótico valenciano. En el siglo XVIII pasó a ser hospital civil.
- Castillo de Barchell. En un principio nombrado Castillo de Bendepord, pasando más tarde a nombrarse de Barchell. Declarado Bien de Interés Cultural. Algunas fuentes indican que es de origen musulmán y que probablemente fue construido hacia el siglo XII. Tras su conquista habría sido donado en 1248 por Jaime I a los escuderos Fortunio Pérez de Falces y Fortunio Garcés Citina. Aunque el primer registro es del año 1321 donde Guillem Blanc fue alcaide de este castillo. Se caracteriza por una torre señorial (de forma rectangular y situada en el ángulo noreste) y un patio de armas con aljibe. El castillo servía de refugio a las familias de mudéjares de Barchell y Chirillent y su ganado, durante una época que se caracterizó por frecuentes incursiones granadinas y castellanas. A mediados del siglo XV fue comprado por los jurados de Alcoy. Durante el siglo XVIII se convirtió en una masía (Más del Castell). Actualmente, es de propiedad privada y se encuentra en proceso de rehabilitación.

### Patrimonio arquitectónico

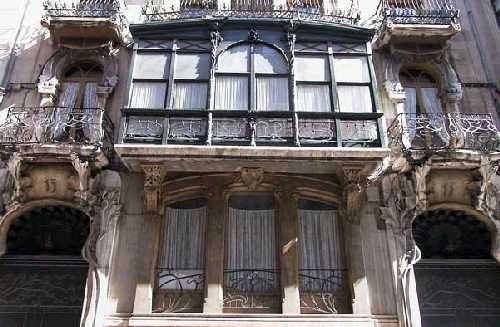
Casa del Pavo

- Conjunto del sector antiguo de la ciudad. El núcleo antiguo de Alcoy es heredero del urbanismo que se desarrolló durante la segunda mitad del siglo XIX y el principio del siglo XX. Aunque sus calles y casas pueden estar condicionadas por actuaciones anteriores, el aspecto actual deriva directamente del de la ciudad pionera de la revolución industrial española. Las industrias, los barrios obreros y las casas de la burguesía convivieron en un espacio reducido entre los valles y los ríos.
- Plaza de España. Es uno de los espacios más emblemáticos de la ciudad y en donde se hallan algunos de los monumentos más destacados. En ella tienen lugar los actos principales de los Moros y Cristianos de Alcoy y de la Cabalgata de Reyes de Alcoy.
- Casa consistorial. Actual sede del ayuntamiento de Alcoy. Este edificio de 1846-1863 acoge una buena colección de pintura y escultura de artistas alcoyanos.
- Lonja de San Jorge. Sala de muestras y exposiciones situada bajo el suelo de la plaza de España. Es obra del arquitecto Santiago Calatrava. Realizada durante los años 1992-1995.
- Plaza de Dins. Claustro del antiguo castillo-palacio de los Llúria, convento de San Agustín. Data del siglo XIV.
- Palacete de Albors. De finales del siglo XIX.
- Banca Vicens. Edificio señorial del año 1881, que actualmente alberga la Cámara de Comercio de Alcoy.
- Banco de España. Edificio neoclásico de 1927, antigua sede del Banco de España en Alcoy. Actualmente en él se encuentra un centro cultural, la biblioteca pública y el archivo municipal.
- Teatro Principal de Alcoy. Inaugurado en el año 1838, es el teatro más antiguo de Alcoy.
- Teatro Calderón de Alcoy. Inaugurado en el año 1902, es el teatro de mayor tamaño de Alcoy.
- Cine Goya. Obra de estilo art déco valenciano obra del arquitecto alcoyano Roque Monllor Boronat en 1949. Desde 1993 está cerrado al público.
- Hospital civil de Oliver. Edificio que data del año 1877.
- Hospital Sueco-Noruego. Hospital durante la guerra civil española. Actualmente forma parte del Campus de Alcoy de la Universidad Politécnica de Valencia.
- Barrio La Sangre. El barrio obrero que fue remodelado en los años 1991-2001. El proyecto fue reconocido en la 40.º edición de los premios FAD de Arquitectura e Interiorismo (Barcelona) en junio de 1999.[46]

### Modernismo
- Círculo Industrial de Alcoy. Entidad creada por la burguesía industrial alcoyana en 1868. Edificio modernista de 1911. En su bello interior se conserva un salón biblioteca y un amplio salón rotonda.
- Monte de Piedad y Caja de Ahorros de Alcoy. Edificio modernista de 1909. Sede de la antigua entidad, actualmente alberga el museo IVAM Centre d'Art d'Alcoi.
- Casa del Pavo. Es un edificio privado de estilo modernista. Se considera un símbolo de la bienestar económico que Alcoy tuvo a principios del siglo XX. Este edificio fue construido entre 1908-1909 por el arquitecto Vicente Pascual Pastor y se convirtió en estudio de pintura de Fernando Cabrera Cantó. Se denomina la Casa del Pavo por el pavo que remata el dintel de su puerta. Destaca también por el trabajo en forja de sus miradores y balcones, así como por los pomos de fundición y el remate en mosaico.
- Casa Laporta. Datado como el edificio introductor del estilo modernista en Alcoy.
- Casa de Escaló. Otra muestra modernista conocida que fue en su día vivienda y actualmente alberga el Conservatorio de Música y Danza Joan Cantó.
- Casa Vilaplana. Edificio modernista del arquitecto alcoyano Vicente Pascual Pastor.
- Casa Mataix. Edificio modernista del arquitecto alcoyano Vicente Pascual Pastor.
- Casa San Nicolás 29. Edificio modernista del arquitecto alcoyano Vicente Pascual Pastor.
- Casa San Nicolás 35. Edificio modernista del arquitecto contestano Timoteo Briet Montaud.
- Casa País Valenciano 30. Edificio modernista del maestro de obras alcoyano Jorge Vilaplana Carbonell.
- Viviendas Bartolomé José Gallardo 1, 3 y 5. Conjunto de edificios de viviendas de estilo modernista, obra del arquitecto Timoteo Briet Montaud en 1905.
- La Glorieta. Parque público inaugurado en 1836 con reforma modernista de 1899 del arquitecto alcoyano Vicente Pascual Pastor.
- Parque de bomberos. Edificio público de 1915 de estilo art nouveau, obra del arquitecto alcoyano Vicente Pascual Pastor.
- Cementerio de San Antonio Abad. Destacan sus panteones de estilo modernista y neogótico, realizados por arquitectos y escultores modernistas alcoyanos.

### Iglesias, monasterios y ermitas
- Iglesia arciprestal de Santa María. Construida en el año 1940. Está situada en la parte alta de Alcoy, su fachada principal se encuentra en la placeta del Fossar y la fachada posterior da a la plaza de España.
- Iglesia de San Jorge. Este edificio es de estilo neobizantino, construido en honor al patrón de la ciudad, San Jorge.
- Monasterio del Santo Sepulcro. Monasterio de estilo barroco construido en 1598.
- Iglesia de San Mauro y San Francisco. Obra del arquitecto alcoyano y catedrático de urbanismo, César Cort Botí.
- Iglesia de San Roque y San Sebastián. Obra del arquitecto alcoyano Vicente Pascual Pastor en 1915.
- Iglesia de la Virgen de los Desamparados. Construida en el siglo XIX.
- Ermita de San Antonio Abad. Construida en los siglos XIV-XVIII.
- Ermita de Polop. En el valle de Polop. Construida en los siglos XVII-XVIII.
- Capilla de San Miguel. Construida en el año 1790.
- Convento de San Agustín de Alcoy, derribado durante la guerra civil española.
- Cementerio de San Antonio Abad

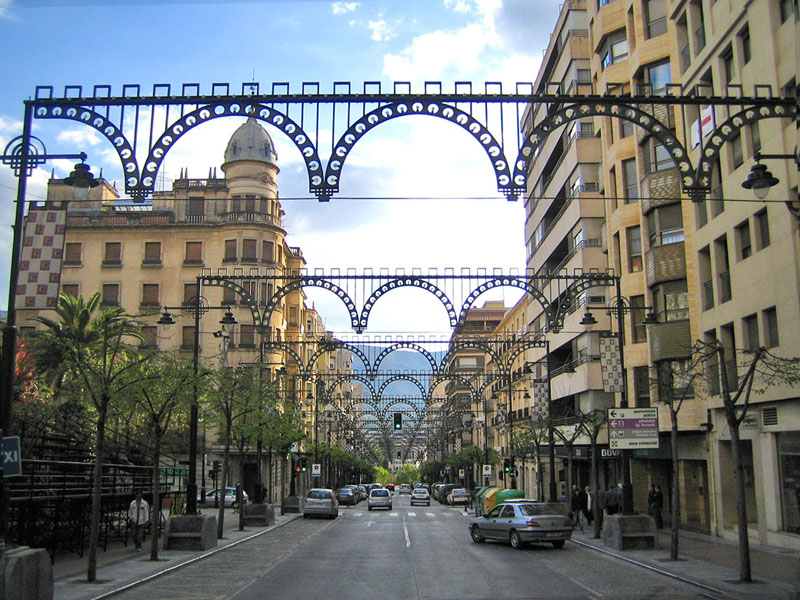
Calle del País Valenciano, con la iluminaria de fiestas de moros y cristianos, conocida como l'enrramà
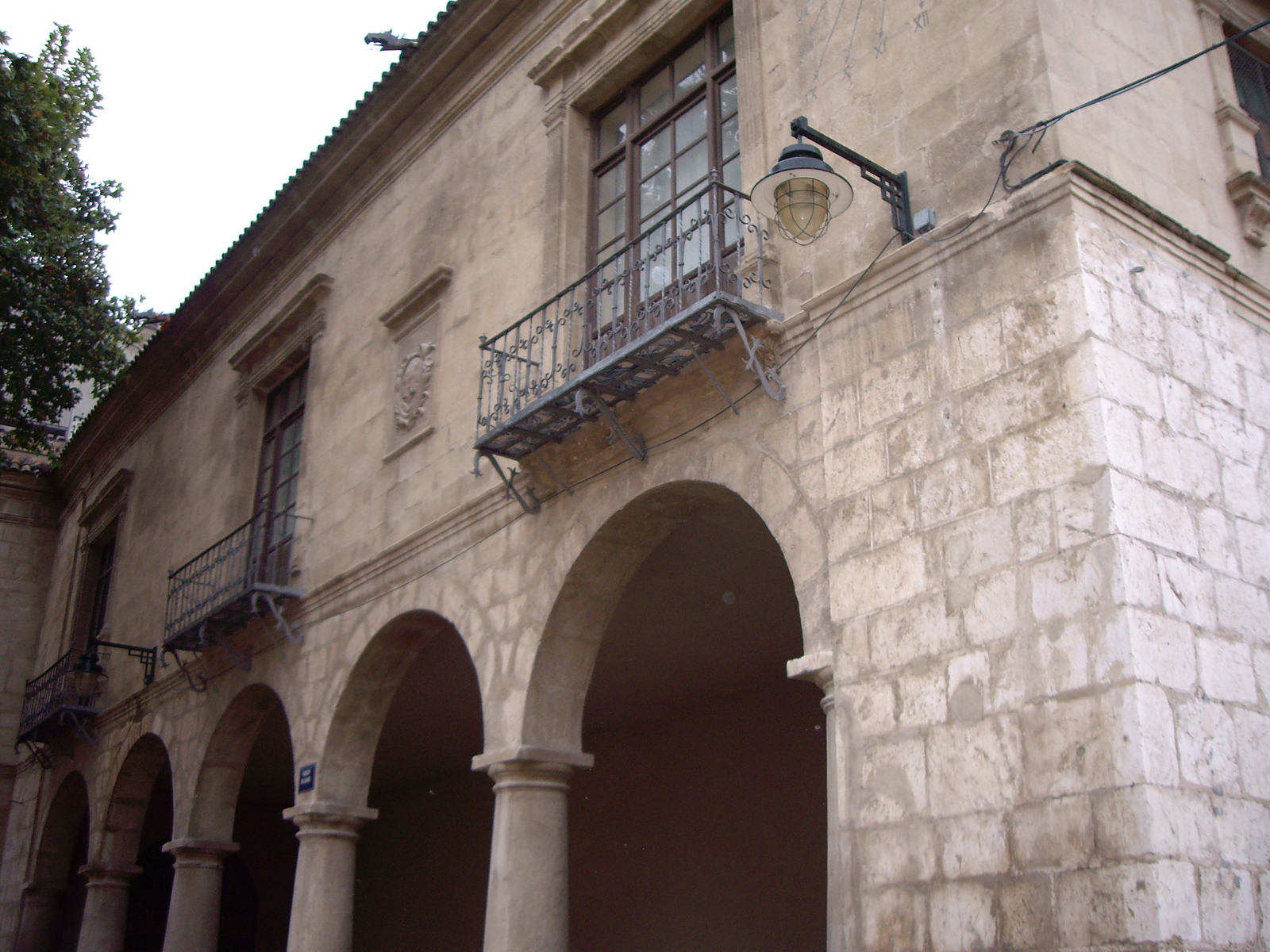
Museo Arqueológico del siglo XVI
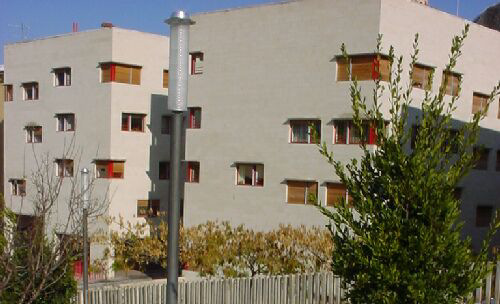
Barrio de La Sang
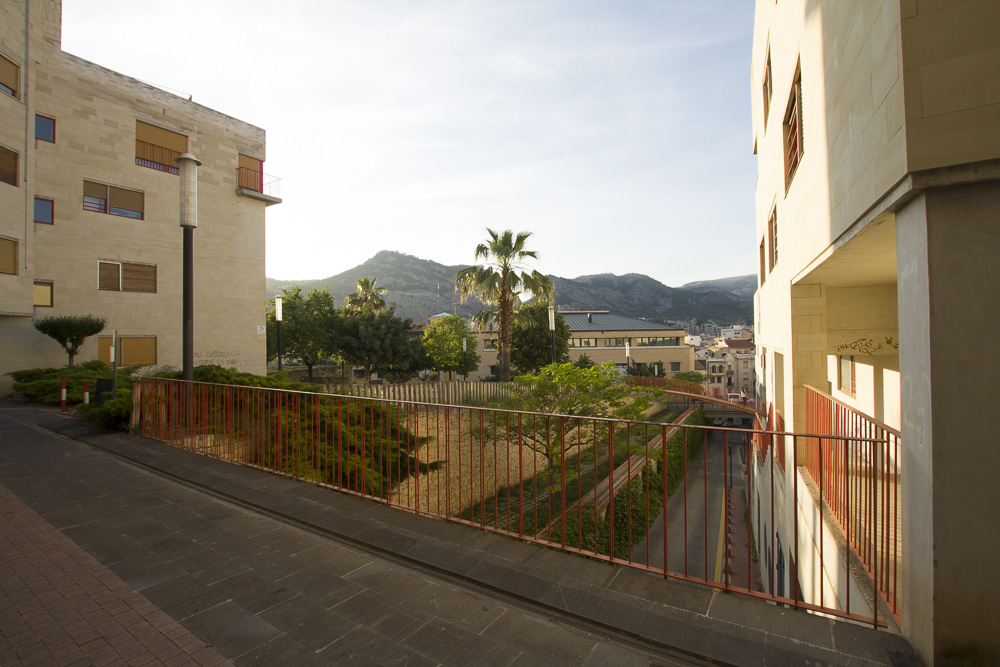
Barrio de La Sang
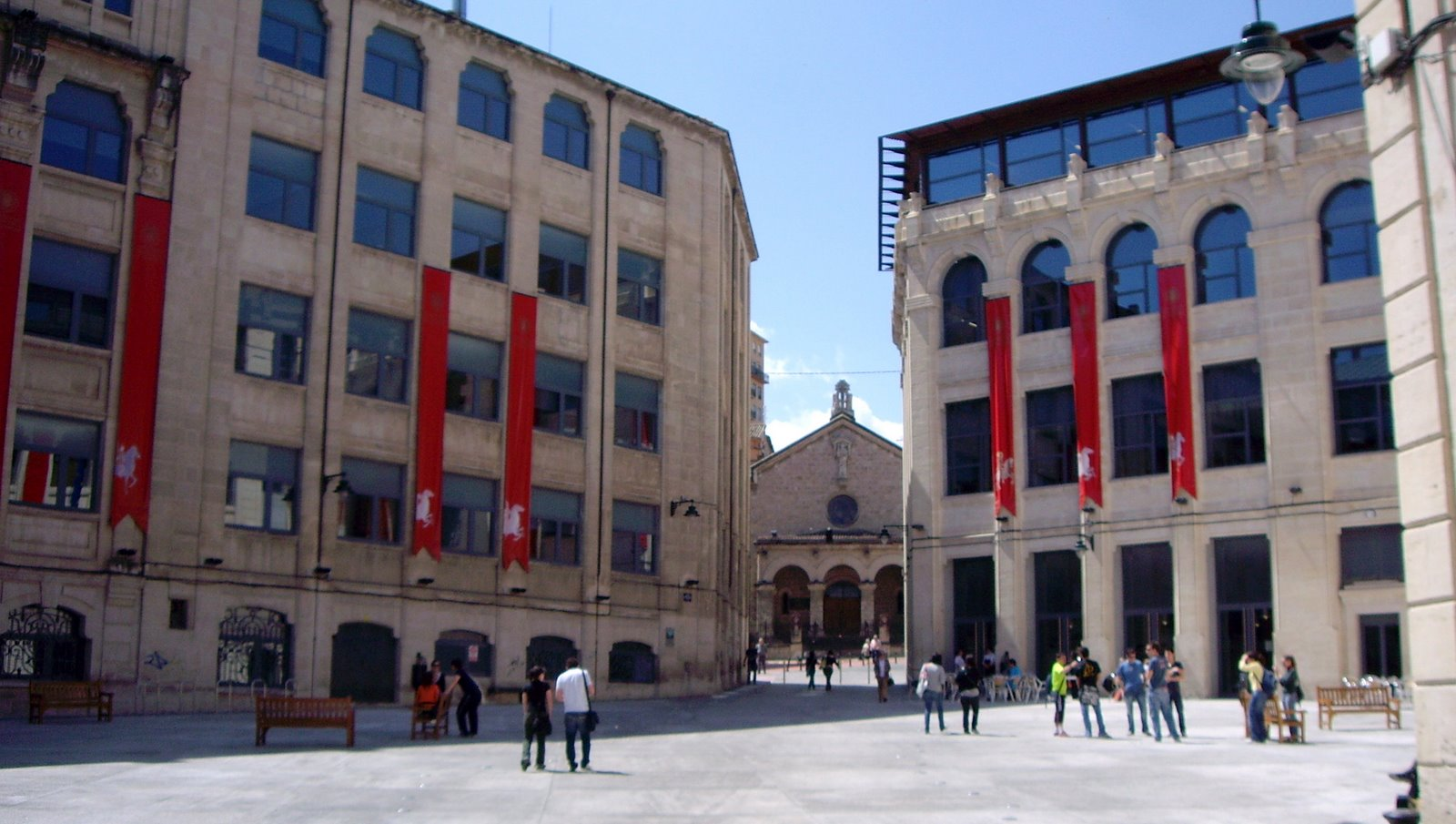
Escuela Politécnica Superior de Alcoy, Campus de la Universidad Politécnica de Valencia
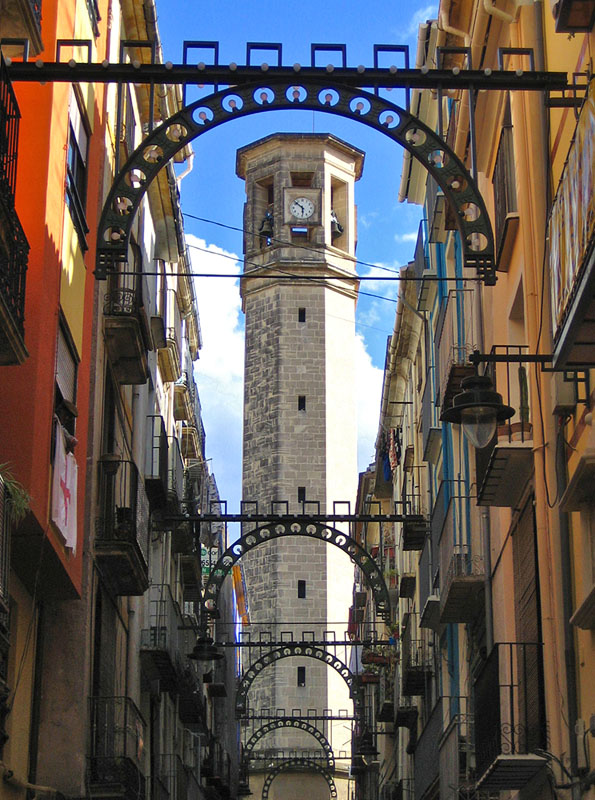
Iglesia de San Mauro y San Francisco

### Patrimonio industrial

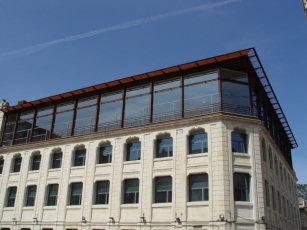
Edificio Carbonell

- Fábricas de Ferrándiz y Carbonell: antiguas fábricas textiles de estilo modernista, obra del arquitecto alcoyano Vicente Pascual Pastor que actualmente albergan el Campus de Alcoy de la Universidad Politécnica de Valencia.
- Edificio de Papeleras Reunidas: edificio de estilo ecléctico y art déco que fue la central de Papeleras Reunidas S.A., empresa que en 1934 reunió a la mayor parte de los fabricantes de papel de la ciudad, famosos por su libros de papel de fumar y de celulosa.
- Real Fábrica de Paños de Alcoy: popularmente conocida como Casa de la Bolla, fue la sede de la Real Fábrica de Paños de Alcoy y posteriormente de la Sociedad Textil Alcoyana.
- Subestación de Hidroeléctrica de Alcoy: edificio modernista del año 1910 que albergaba una subestación de la compañía eléctrica Hidrola aprovechando el curso del río Serpis.
- Fábricas San Juan 43 y 45: edificios industriales obra del arquitecto Timoteo Briet Montaud en 1915.
- Matadero municipal de Alcoy: edificio modernista del año 1911 obra del arquitecto Timoteo Briet Montaud. Actualmente es un centro deportivo municipal.
- Taller de carruajes en calle Agres 5: edificio industrial de estilo modernista obra del arquitecto Timoteo Briet Montaud en 1909.
- Fábrica en calle Agres 8: edificio industrial de estilo modernista obra del arquitecto Vicente Pascual Pastor y del ingeniero José Cort Merita entre 1904 y 1913.
- Fábrica en calle Alcoleja 4: edificio industrial de estilo modernista obra del arquitecto Vicente Pascual Pastor en 1920.
- Fábrica de El Rosendo: edificio industrial de estilo modernista obra del arquitecto Timoteo Briet Montaud en 1914.
- Fábrica en calle San Vicente Ferrer 12: edificio industrial de estilo modernista obra del arquitecto Timoteo Briet Montaud en 1915.
- Fuente de El Molinar de Alcoy: obra del ingeniero José Abad Carbonell en 1912. La cúpula modernista está decorada con trencadís.
- Tren Alcoy Gandía: la línea de ferrocarril permitía llevar el carbón desde el Puerto de Gandía a las fábricas de la ciudad.
- Estación de Alcoy: la estación de ferrocarril de Alcoy fue inaugurada en 1904.
- Chimeneas fabriles. Están protegidas al considerarse parte del patrimonio cultural valenciano y testimonio de la historia industrial valenciana.[47][48]
- Restos fabriles. A todo este patrimonio se le añaden los edificios fabriles pioneros en la revolución industrial de la ciudad, tomando como ejemplo la zona de fábricas que esta junta al transcurso del río Molinar.[49]

### Puentes
Alcoy es conocida como la «ciudad de los puentes», ya que posee decenas de este tipo de construcción. La peculiar orografía marcada por barrancos, que condicionaron el urbanismo y las ampliaciones sucesivas, hicieron necesaria la construcción de estos puentes. Además de los pequeños puentes que formaban la antigua red viaria (el puente de Penáguila, el puente de Cocentaina y el puente Viejo de Santa Roquesa), que datan de los siglos XVII y XVIII, hay otros menores que fueron edificados para permitir el acceso a las industrias situadas en la orilla del río Riquer.
- Puente de la Pechina. Data de 1863 y se sitúa por encima del río Benisaidó. Está formado por cinco arcos de medio punto y tiene una alzada máxima de 28,6 m.

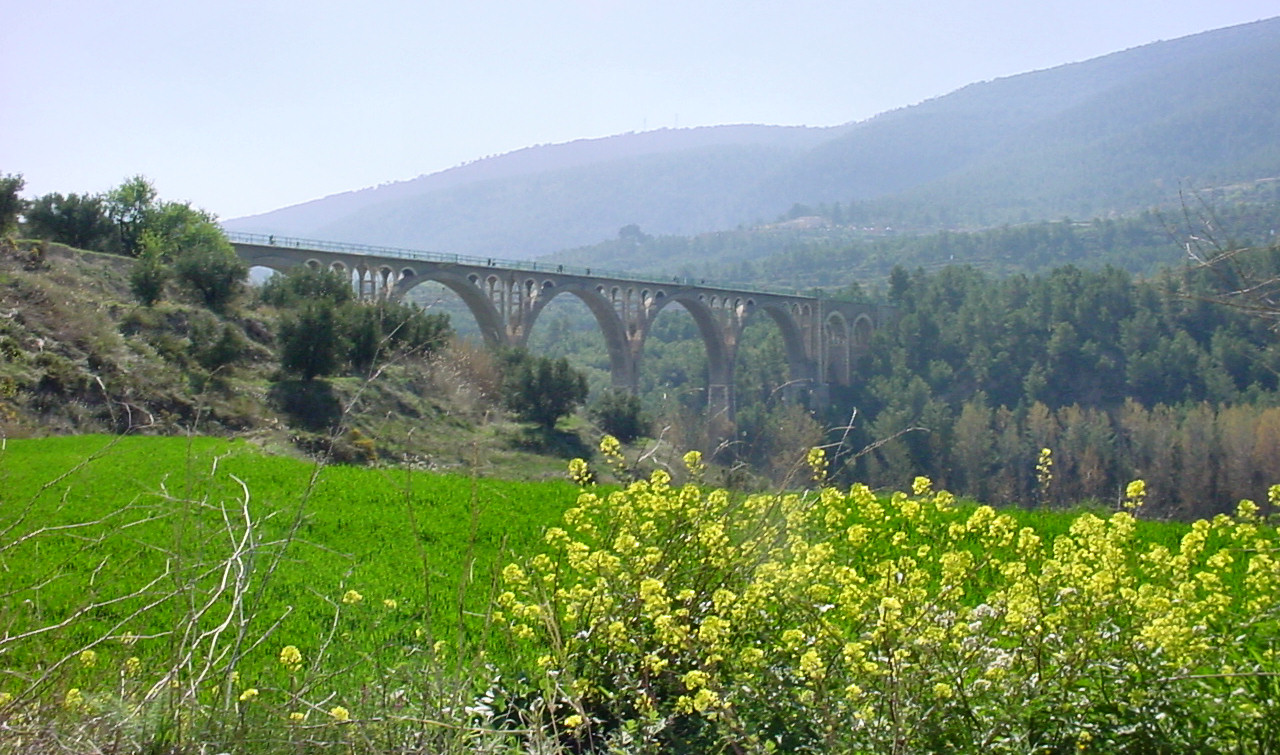
Puente de las siete lunas

- Puente de las Siete Lunas. Hay que hacer mención del puente conocido como de las Siete Lunas, situado más allá del barrio de Batoi. En este caso no se trata de un puente urbano, sino que se construyó para que pasara por aquí el tren Alcoy-Alicante, que no llegó a circular nunca. Visitarlo hace necesaria una pequeña excursión que tiene como fondo el parque natural de la Fuente Roja. Su enorme altura y la amplitud de sus arcos lo hacen ideal para practicar aquí el salto de puente.
- Puente de San Roque. Es del siglo XIX, época en que la industria local y la economía alcoyana conocieron su mayor esplendor, y como los puentes de esta misma época, se construyó con piedra extraída de las pedreras locales. Permite ver al fondo el pequeño río del barranco de Soler, el cual, en dirección al centro de la ciudad, aumenta el caudal del río Barxell. Según lo proyectó Eduardo Miera, tiene tres arcos de medio punto, de ocho metros, y una alzada máxima de 20,5 m.

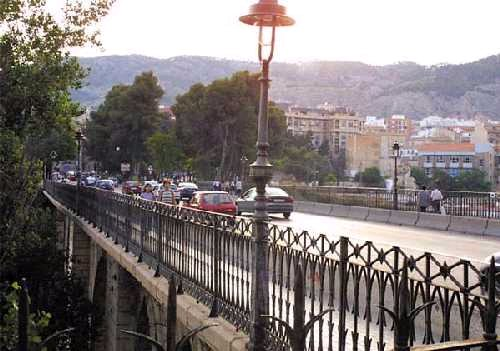
Puente de María Cristina

- Puente de María Cristina. Es a partir del primer tercio del siglo XIX, cuando se realizan las primeras obras civiles que permitieron el crecimiento de Alcoy, gracias a la construcción del puente de María Cristina (1828-1838). El puente de María Cristina (1838) permite cruzar sobre el río Barxell o Riquer, a las orillas del cual se conservan industrias centenarias que mantienen en pie sus chimeneas fabriles. Al otro lado de este puente está el paseo de Cervantes, zona dedicada por la ciudad de Alcoy al famoso escritor desde 1905.
- Viaducto de Canalejas. Se inauguró en 1907 y se denomina así por el nombre del diputado a Cortes por el distrito de Alcoy, José Canalejas y Méndez. Tiene una longitud de 200 m, largo para el cual se usaron 325 toneladas de acero que descansan sobre tres pilares y dos estribos que elevan el conjunto hasta una altura máxima de 54 m sobre el río Molinar.

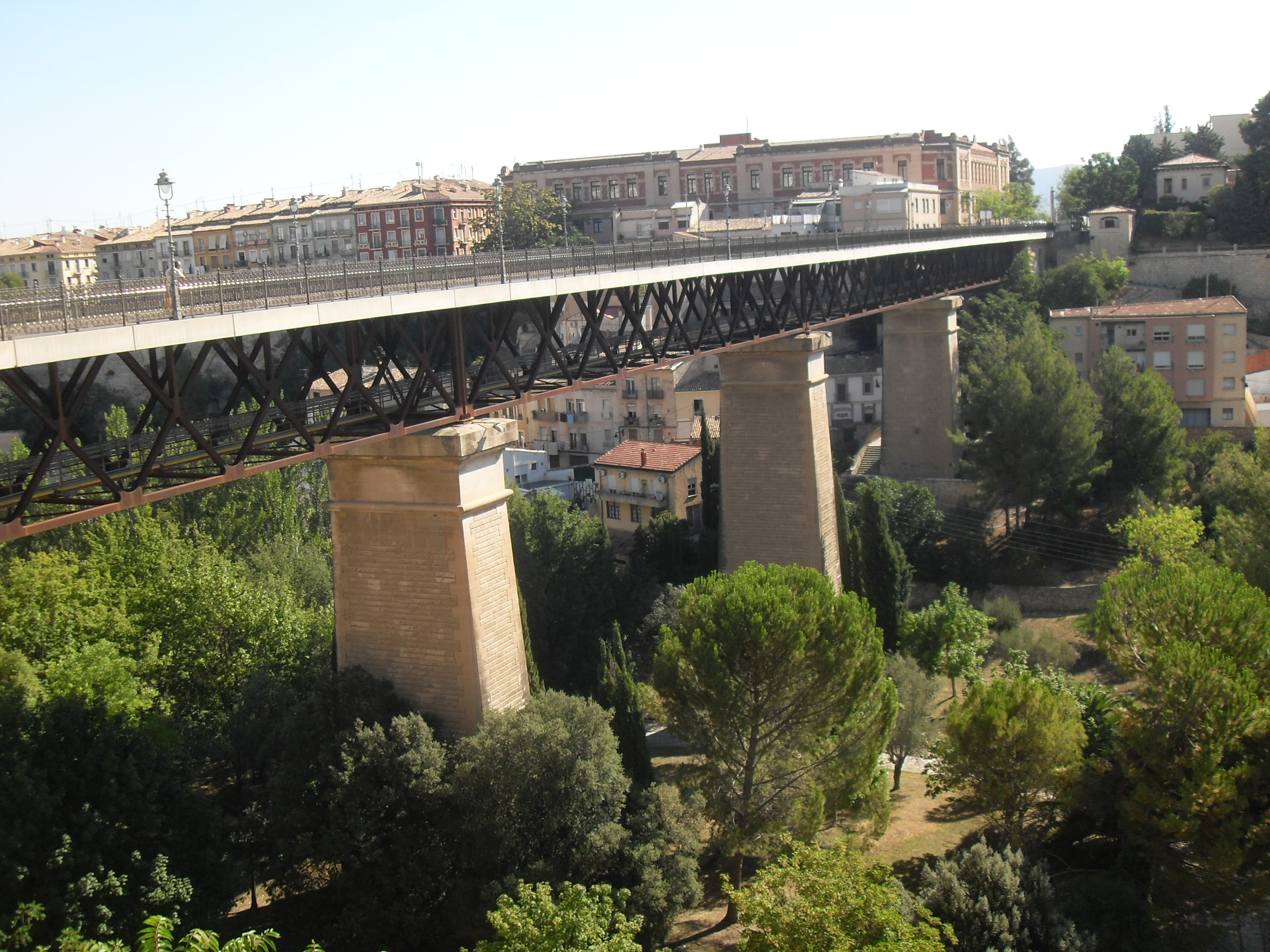
Viaducto de Canalejas

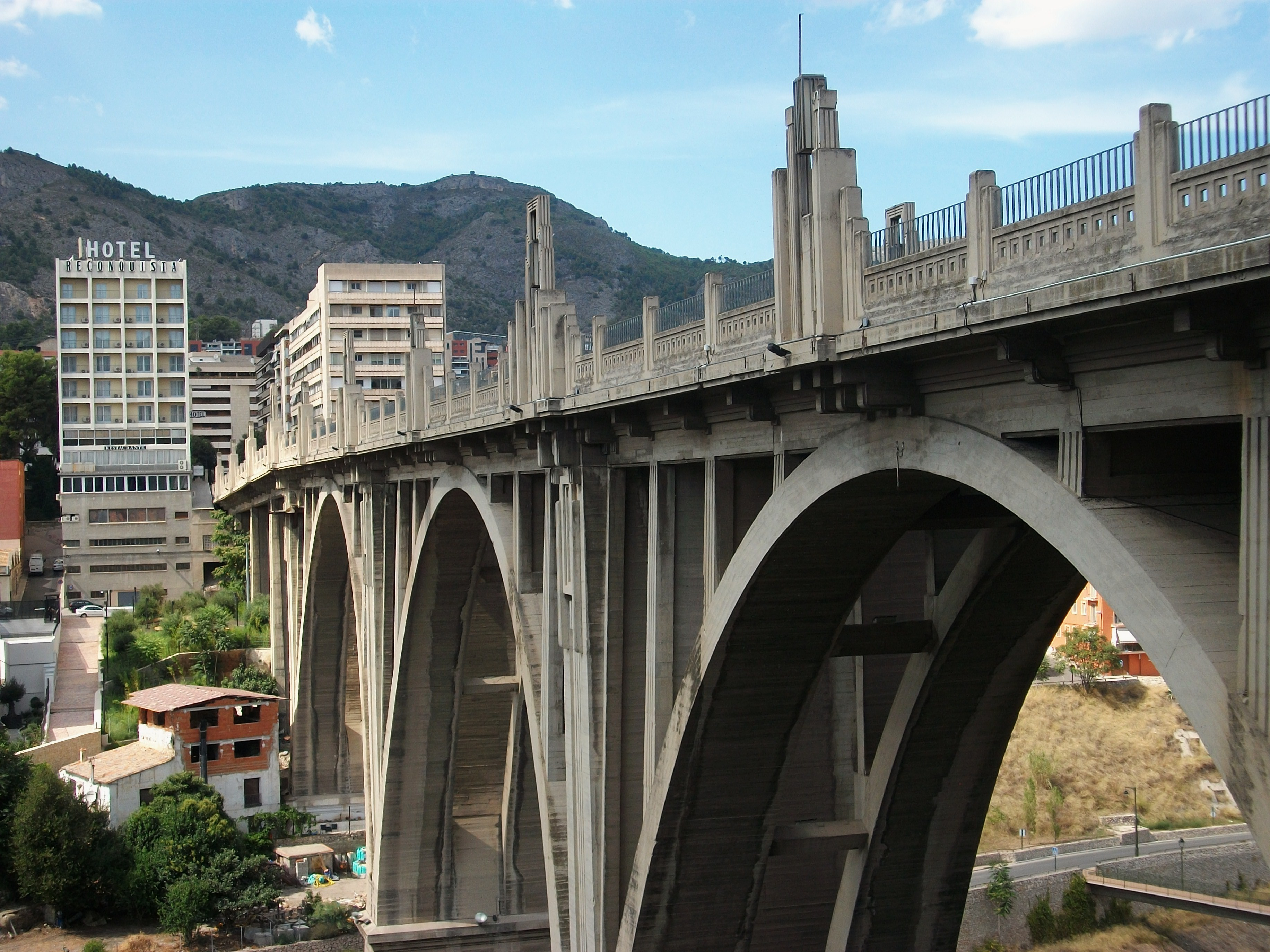
Puente de San Jorge

- Puente de San Jorge. En gran manera identifica a la ciudad. Se inauguró en 1931 y se alza sobre el río Riquer, el cual junto con el río Molinar, hacen nacer el río Serpis, que desemboca en Gandía. El puente de San Jorge fue toda una revolución urbanística para Alcoy, ya que comportó el desarrollo de la zona del Ensanche, un área urbana nueva que permitió en el primer tercio del siglo XX hacer crecer la ciudad más allá de los límites tradicionales. El puente de San Jorge es el de mayor monumentalidad de los que componen el paisaje urbano alcoyano.

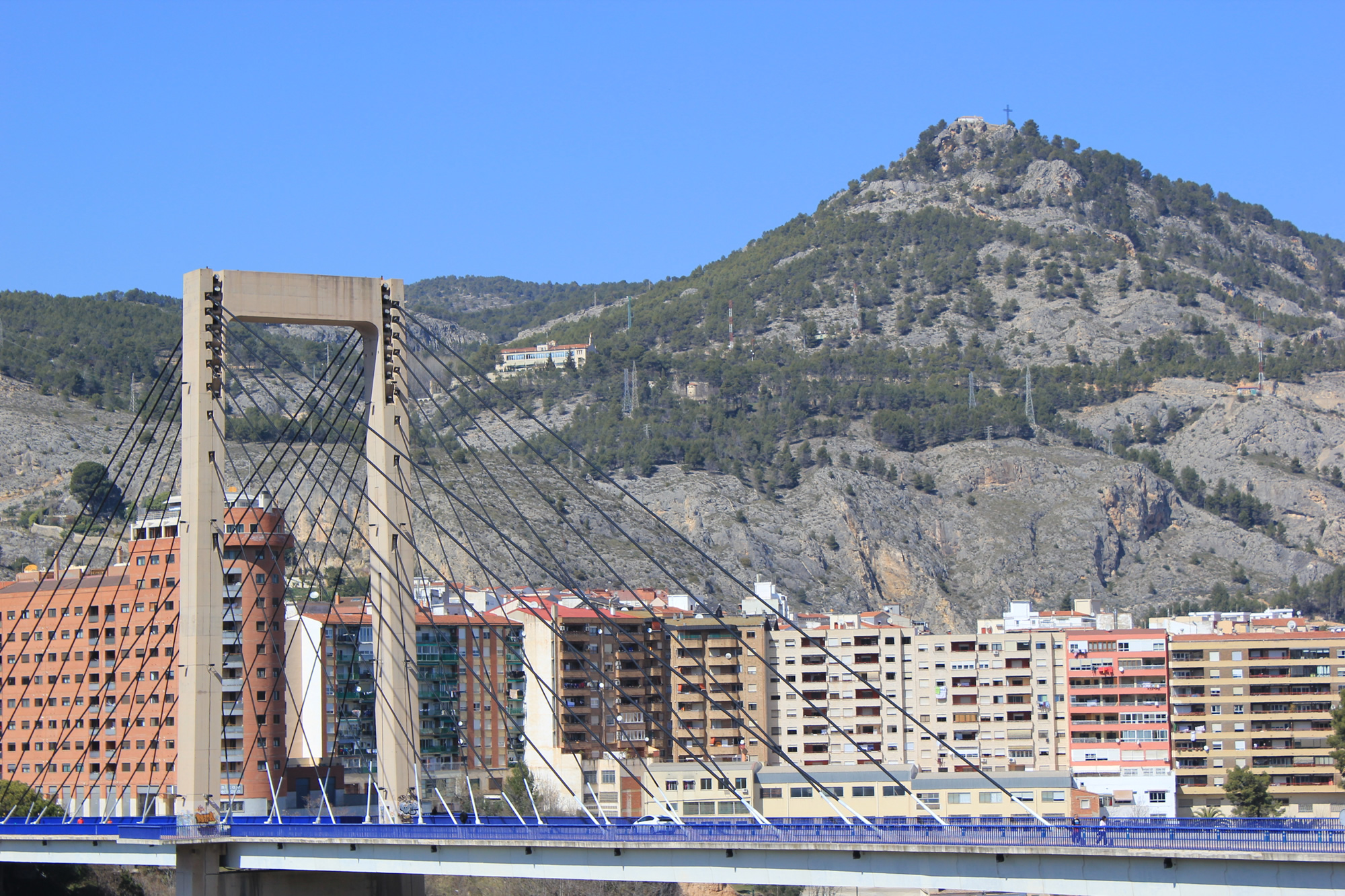
Puente de Fernando Reig

- Puente de Fernando Reig. Se trata de un moderno puente atirantado construido en 1987 que da salida a Alcoy en dirección a Alicante. En el momento de su ejecución fue el de mayor luz del mundo con tablero prefabricado.

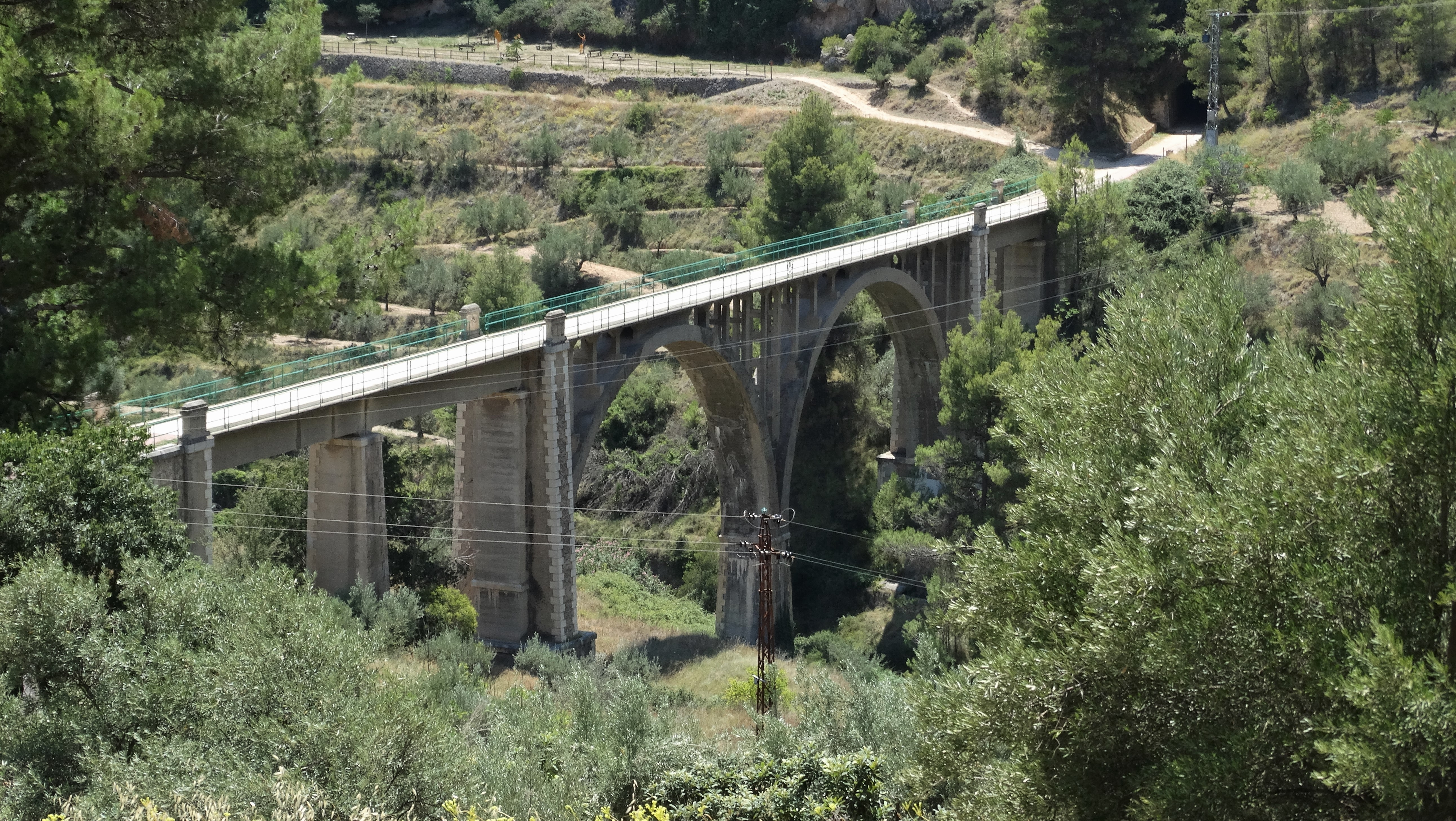
Viaducto ferroviario del Barxell

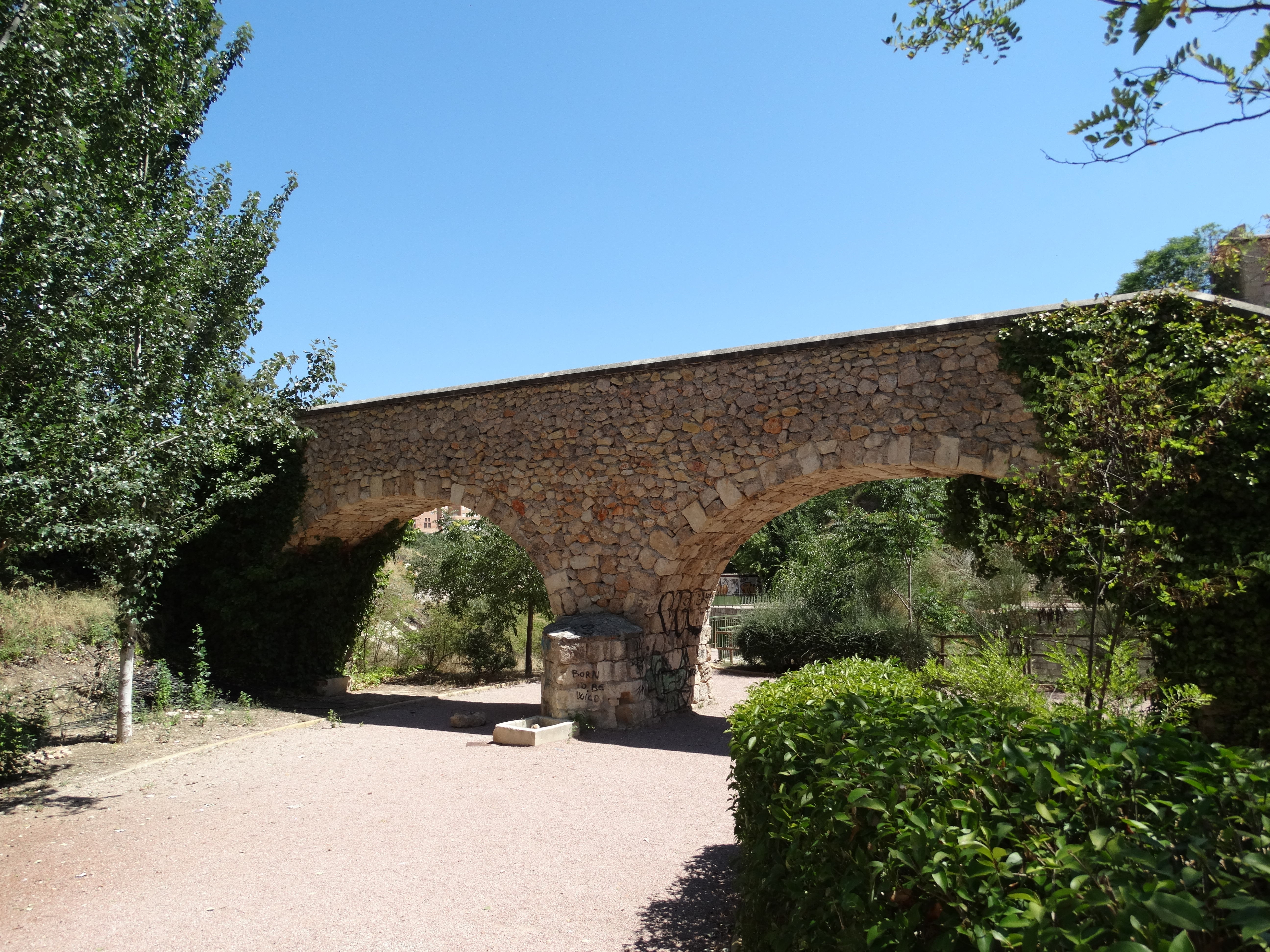
Puente Huerta Mayor del Huerto de Llácer o Palomino. 2.ª mitad del

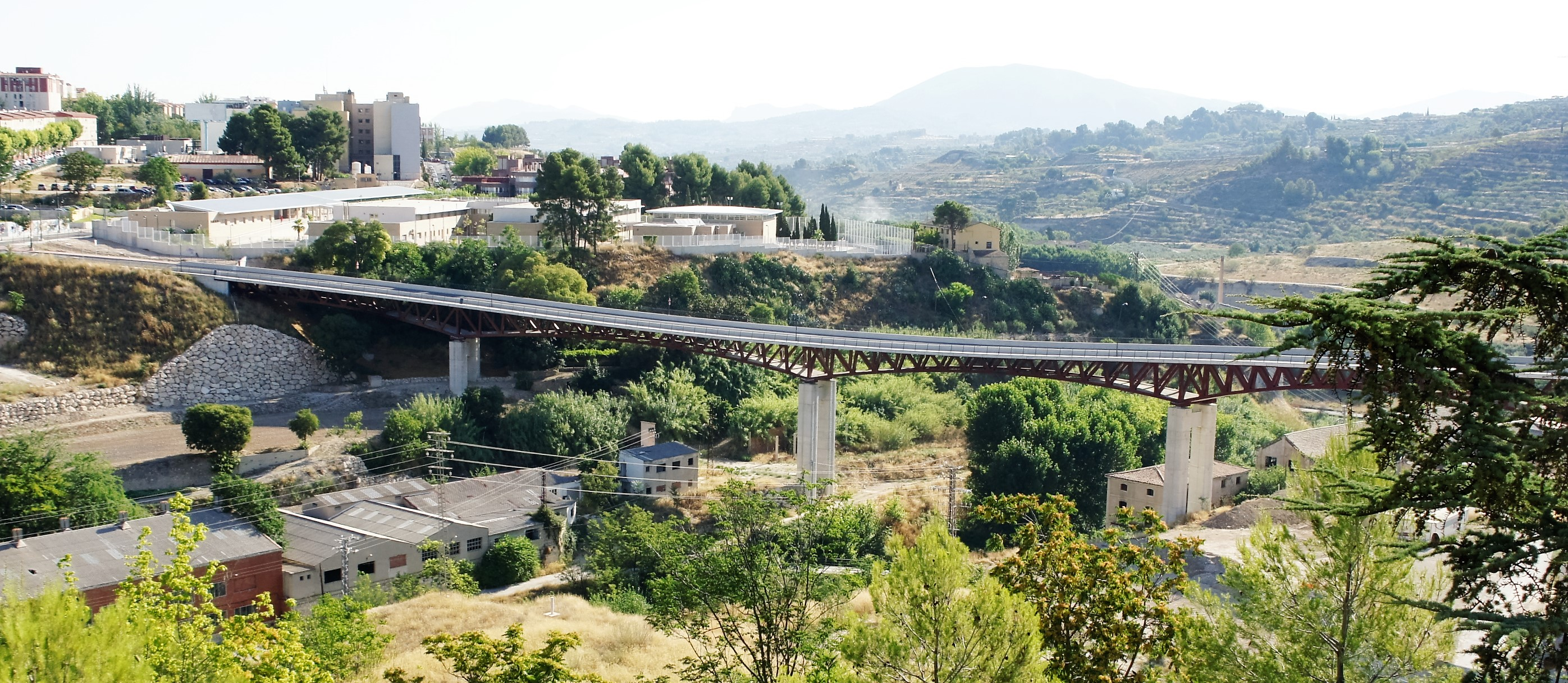
Puente de Francisco Aura Boronat sobre el río Serpis

- Otros puentes: además de los anteriores, Alcoy cuenta con cuatro puentes de más de dos siglos de antigüedad. Se trata de los puentes del Tossal (1712), Antiguo de San Roque (1731), Alcázares (1780), Cadisenyo (1790). Están construidos con piedra extraída de canteras próximas, pero a diferencia de los anteriores, están situados en el fondo de los barrancos de la ciudad. Por otra parte, también tenemos los puentes de Buidaoli (1828), el Pont del Salt, el Pontó, La Vaguada, el puente de Rafael Terol, puente José Luis González, puente Francisco Aura Boronat, Batoy, entre muchos otros.
- La vuelta a los puentes: paseo tradicional a pie en un recorrido urbano en forma de anillo por los puentes centrales de la ciudad.

## Cultura

### Fiestas
Los patrones de Alcoy son: San Mauro (3 de diciembre), San Jorge (23 de abril), Virgen de los Lirios (21 de agosto), San Roque (16 de agosto), San Miguel (29 de septiembre), Niño Jesús del milagro (29 de enero) y San Gregorio de Ostia (9 de mayo).
- Romería a la ermita de San Antonio Abad. Se celebra el domingo más próximo al 17 de enero, festividad de San Antonio Abad.
- Festividad del Niño Jesús del milagro. Se celebra la última semana de enero. Hay actos religiosos y procesión por las calles de la ciudad con danzas locales. Se celebra desde los acontecimientos en 1568.[50]
- Moros y Cristianos de Alcoy. En abril celebran sus fiestas de Moros y cristianos de Alcoy, en honor a San Jorge, declaradas de interés turístico internacional. Tienen su origen en la versión mítica de la Batalla de Alcoy producida en 1276 a las puertas de la ciudad y que habría enfrentado a los habitantes de Alcoy con las tropas del caudillo musulmán Al-azraq. Cuenta la tradición que en el momento clave de la batalla apareció la figura de San Jorge a lomos de un caballo sobre las murallas de la ciudad y que su figura decidió el resultado de la Batalla. El primer documento que nos habla de estas fiestas dataría de 1672 por parte del cronista Carbonell en su Célebre centuria, en la que habla de las celebraciones en honor de san Jorge y por la expulsión de los musulmanes, con aparición de dos compañías, una de Moros-Christianos y otra de Cathólicos-Christianos, que constituyen el origen de las veintiocho Filaes actuales. Las fiestas se celebran el fin de semana más próximo al día 23 de abril (San Jorge), aunque originalmente se celebraban los días 21, 22, 23 y 24 de abril. El primer día se dedica a los músicos, y por la tarde se reúnen todas las bandas en la plaza donde entonan el himno. El segundo quizás sea el día más espectacular, ya que es el día de las Entradas, dedicándose la mañana a la entrada cristiana y la tarde a la mora. El tercero es el día dedicado a San Jorge, día de procesiones. El cuarto se dedica al Alardo, la batalla, cuando todas las filaes pasan el día disparando con los arcabuces, destacando las embajadas tanto mora, por la mañana, como la cristiana, por la tarde, en las que se encaran los embajadores de cada bando para señalar el transcurso de la guerra, la cual acaba con la aparición de San Jorge, un niño que se elige por sorteo cada año perteneciente a alguna filà y que representa la figura del santo durante la trilogía festera, por las almenas del castillo lanzando miles de flechas representando aquel momento culminante de la batalla en que acabó con la vida del caudillo Al-Azraq, mientras se entona el himno de la Festa y esto marca el fin de las fiestas y la llegada de la floreciente primavera.

Filaes:
Bando Moro: Llana, Judíos, Dómingo Miques (Miqueros), Chano, Verds, Magenta, Cordón, Ligeros, Mudéjares (Palominos), Abencerrajes, Marrakesch, Realistas, Berberiscos (Bequeteros) y Benimerines.
Bando Cristiano: Andaluces (Contrabandistas), Asturianos (La Creueta), Cides, Labradores (Maseros), Guzmanes, Vascos, Mozárabes (Els Gats), Almogávares (La Llaganya), Navarros, Tomasinas, Muntanyesos (L'escata), Cruzados, Alcodianos y Aragoneses.
- Festividad de la Virgen de los Lirios. El 21 de agosto se celebra la festividad religiosa de la patrona de Alcoy bajo la Archicofradia de la Virgen María de los Lirios. El resto de actos principales se trasladan al mes de septiembre para facilitat la asistencia del pueblo alcoyano. Se celebra una romería al Santuario de la Fuente Roja.
- Fiestas del barrio de Batoi. Se celebran en agosto con actividades culturales y lúdicas.
- Fiestas de la partida de Barchell. Se celebran a principio de septiembre en la partida de Barchell con actividades lúdicas y bailes populares.
- Festividad de San Roque. Se celebra un fin de semana entre septiembre y octubre. Hay cultos religiosos y procesión con farolets. San Roque es patrón de Alcoy desde el 2 de abril de 1600 y desde entonces se celebran festejos en su honor.[51]
- Semana Modernista. Se celebra en septiembre.
- Festividad del 9 de octubre. Se coloca una feria artesanal en el parque de la Glorieta el fin de semana más próximo a la festividad del Día de la Comunidad Valenciana. La festividad incluye tracas, pasacalles, Correfoc y otras actividades lúdicas y culturales valencianas.
- Festividad de San Mauro Mártir. Se celebra el domingo más próximo al 3 de diciembre. Solo hay cultos religiosos en esta festividad. Antiguamente se sacaba el santo en procesión. La festividad de San Mauro Mártir tiene origen en los terremotos de diciembre de 1620 y desde entonces se celebra dicha festividad.[52]
- Cabalgata de Reyes Magos de Alcoy. En Navidad se celebra la más antigua cabalgata de España y probablemente del mundo, que data de 1866, de Interés Turístico Nacional. También es de destacar el tradicional Belén de Tirisiti.

### Música
Alcoy cuenta con un gran movimiento musical, gracias a la ayuda de asociaciones que consiguen, por una parte dar locales de ensayo a los músicos y a la vez actuar como sala de conciertos, realizar eventos para todos los artistas de la ciudad y dinamizar la cultura musical.

#### Agrupaciones musicales
- Música Primitiva Apolo d'Alcoi, desde 1798[53]
- Societat Musical Nova d'Alcoi, desde 1842[54]
- Societat Unió Musical d'Alcoi, desde principios del siglo XX[55]
- Agrupació Musical Serpis d'Alcoi, desde 1992[56]
- Colla Rebuig d'Alcoi
- Dolçainers Tabaleters La Degollà
- Grup de Dolçainers i Tabaleters La Cordeta
- Grup de Dolçainers Barxell

#### Agrupaciones de danzas populares
- Grup de danses Carrascal. Desde 1985.[57]
- Grup de danses Sant Jordi. Desde 1989.[58]

### Museos y lugares culturales
- IVAM Centre d'Art d'Alcoi, museo de arte contemporáneo ubicado en el edificio modernista del Monte de Piedad y Caja de Ahorros de Alcoy.
- Museu Alcoià de la Festa (MAF). Museo de la ciudad, en el cual son protagonistas los moros y los cristianos. Fue actualizado y reformado en el año 2006. Conocido como Casal de Sant Jordi.
- Casal del Nadal. Museo dedicado a la Navidad alcoyana. Ubicado en la iglesia de la Virgen de los Desamparados.
- Museo Arqueológico Camil Visedo. Está situado en un edificio de estilo gótico valenciano y renacentista. En él se expone piezas procedentes del paleolítico superior, neolítico y Edad del Bronce.
- Refugio-Museo de Cervantes. Refugio de la guerra civil española.(1938).
- Museo de Bomberos del Consorcio Provincial de Alicante (MUBOMA). Situado en la fábrica de los Tacos o Algodonera.
- Museo de Interpretación Turística de Alcoy, en la antigua fábrica de Tintes, bajo el puente de San Jorge.
- Fundación Alcoy Puente de Culturas. Entidad tiene como principal objetivo la gestión y explotación de los recursos turísticos y patrimoniales con los que cuenta la ciudad de Alcoy.

### Otros eventos y centros culturales
- Mostra de Teatre - Feria Valenciana de Artes Escénicas. Esta muestra, reúne a programadores de circuitos públicos y comerciales, periodistas, críticos teatrales y gestores culturales, tanto de la comunidad autónoma valenciana como de otras zonas de España.[59]
- Betlem de Tirisiti.[60] Montaje teatral con marionetas que se realiza en la ciudad de Alcoy desde el siglo XIX por Navidad.
- Teatro Principal.
- Teatro Calderón. Inaugurado en 1902, construido por el Círculo Católico de Obreros. Es el principal teatro de la ciudad.
- Teatro Salesianos.
- Centro Cultural de Alcoy. Acoge las dependencias culturales centrales municipales, junto con el archivo, la biblioteca central y las oficinas administrativas de Cultura del Ayuntamiento.
- Asociación de amigos de la música.[61]
- Centre Ovidi Montllor.[62]
- Fundación Mutua Levante. Fundada en 1933 junto a la Mutua Levante.[63]
- Bibliotecas municipales.[64]
- Escuela Politécnica Superior de Alcoy. Campus de Alcoy de la Universidad Politécnica de Valencia.[65]

### Lengua
Alcoy se encuentra en una zona de predominio lingüístico del valenciano. En las calles de Alcoy, esta lengua comparte uso con el español.

### Gastronomía
Entre los platos más típicos de Alcoy destaca la olleta (guiso a base de alubias, con pencas, carne de cerdo y morcilla, muy apreciado en fiestas), la borreta (guiso con patatas, espinacas, bacalao y huevo), la pericana (plato frío a base de pimiento seco y bacalao salado), y la coca, tanto dulce como salada. Pimientos rellenos [bajoques farcides] (arroz, sofrito de tomate, ajo picado, perejil, carne de cerdo o atún fresco cocidas normalmente al horno).
Hay que destacar que en esta población se inventó la aceituna rellena (rellena de anchoa),[cita requerida] conocido aperitivo por la marca La Española y El Serpis, ambas, con sede en Alcoy. Al igual que la aceituna rellena, los garibaldinos, la sangueta, las penques rebozadas, los callos, las albóndigas de bacalao y de aladroc, el agua-sal, las habitas con cebolla, las espardeñes, los abisinios, el Magre i Fetge... constituyen la denominada picaeta alcoiana.
Las bebidas típicas de Alcoy son el café licor, consumido como aperitivo solo o combinado con limonada, limón granizado (llamada entonces la mezcla mentira o mentireta), con cerveza (llamada la mezcla negreta) o con cola (llamada la mezcla plis-play), y el herbero, licor hecho con anís dulce y hierbas maceradas provenientes de la sierra Mariola.
Entre los dulces típicos cabe destacar los pasteles de carne, hechos con una pasta hojaldrada y relleno de carne, piñones con canela y azúcar. También son conocidas las peladillas, almendras cubiertas de azúcar glaseado, y diferentes dulces navideños, como los mantecados, las nueces glaseadas, rollets de aguardiente, pastissets de boniato, el brazo de gitano o la tortà, torta de almendras recubierta de un glaseado de azúcar.

### Deporte
Alcoy es una ciudad en la que sus habitantes practican todo tipo de deportes. Esto puede ser debido a su compleja orografía que está acompañada de paisajes espectaculares en plena naturaleza. Sin duda, el deporte más popular es el fútbol. El equipo de la ciudad y el más conocido es el Club Deportivo Alcoyano. Es uno de los históricos de la comunidad, y del fútbol español por su leyenda, poseyendo una larga trayectoria en la segunda división y cuatro temporadas en primera división, quedando en una de ellas por delante del Real Madrid. El Deportivo, que es como se conoce popularmente, juega en el estadio El Collao, construido con un estilo inglés. El club es conocido en toda España debido a la famosa frase que dice: Hay que tener más moral que el Alcoyano, y también por su fama de equipo guerrillero.
Alcoy también destaca por su afición al rugby con la presencia de dos equipos: Club de Rugby Muro y Alcoy Rugby Club.
Por otra parte, otro de los clubes más relevantes es el Patín Alcodiam Salesiano. Un equipo de hockey patines que milita en la élite del hockey español, en la OK Liga.
- Alcoy 100 en 24:[68] En 2006 la Escuela Politécnica Superior de Alcoy organizó Alcoy 100 en 24. Este evento deportivo consiste en recorrer 100 km de senderismo entre los parajes naturales de Alcoy en un máximo de 24 h. No se trata de una prueba competitiva, sino que se anima a los participantes a superar un reto personal a la vez que se disfruta, se conoce y se valora el entorno natural de la zona. La 2.ª edición (también organizada por la EPSA) se celebró el 3 de marzo de 2007 con alrededor de 200 participantes de toda España; esta edición, a diferencia de la primera, contaba además con un recorrido alternativo para bicicleta de montaña (BTT).
- El Club Ajedrez de Alcoy fue Campeón de España por Equipos en la edición de 1965.

Alcoy cuenta con el polideportivo municipal Francisco Laporta donde practicar diferentes deportes como el atletismo, fútbol, baloncesto, fútbol sala, hockey patines o gimnasia rítmica entre otros. También están el polideportivo municipal de Caramanchel Juan Agudo Garat con pistas de fútbol y una piscina municipal, de pequeñas dimensiones el polideportivo municipal Batoi que cuenta con una pista multideporte y una pequeña piscina municipal. Fuera de estos polideportivos se encuentran instalaciones deportivas dentro de colegios que tienen convenios con el ayuntamiento, un circuito BMX, dos pistas de petanca, dos pistas de skate y cuatro piscinas municipales. 

### Medios de comunicación

#### Canales de televisión
- tvA Televisión comarcal
- Intercomarcal Televisión

#### Emisoras de radio
- Radio Nacional de España 88.6 FM y 95.8 FM
- Radio Clásica 92.3 FM
- Radio 3 91.1 FM
- Radio 5 105.8 FM
- À Punt FM 98.7 FM
- SER – Radio Alcoy 100.8 FM y 1485 AM
- LOS40 – Alcoy 96.3 FM
- COPE – Alcoy 89.6 FM
- Onda Cero – Alcoy 94.6 FM
- Melodía FM 88.0 FM y 93.0 FM
- Europa FM 97.2 FM
- Cadena Dial 95.0 FM
- Cadena 100 102.6 FM
- Kiss FM 98.1 FM
- Radio María 96.9 FM
- Ràdio Cocentaina 107.9 FM

#### Periódicos
- El Nostre Ciutat

#### Prensa digital
- Pagina66
- ARA Multimèdia
- Alcoi23